# Persone di nome Giuseppe
| Questa pagina contiene informazioni ricavate automaticamente dalle voci biografiche con l'ausilio del template Bio e di un bot. L'aggiornamento è periodico e automatico e ricostruisce completamente la pagina. Se manca una persona in questa lista, sei pregato di non aggiungerla, ma accertati piuttosto che la sua voce biografica contenga il template Bio e che i dati anagrafici siano correttamente compilati. Se il template Bio manca, inseriscilo tu stesso o, in alternativa, metti l'avviso {{tmp\|Bio}} che ne segnala la mancanza. Se i dati riportati sono sbagliati, correggi direttamente la voce biografica; le modifiche saranno visibili in questa lista entro pochi giorni. Per chiarimenti vedi il progetto antroponimi. La lista contiene solo le 4.370 persone che sono citate nell'enciclopedia e per le quali è stato implementato correttamente il template Bio. Pagina aggiornata al 6 ago 2025. |

Questa è una lista di persone presenti nell'enciclopedia che hanno il nome Giuseppe, suddivise per attività principale.

## Abati(9)
- Giuseppe Cadorin, abate e storico italiano (Lorenzago di Cadore, n. 1792 - San Fior, † 1851)
- Giuseppe Conti, abate, matematico e inventore italiano (Pellegrino Parmense, n. 1779 - Napoli, † 1855)
- Giuseppe Greatti, abate, politico e poeta italiano (Pasian Schiavonesco, n. 1758 - San Vito al Tagliamento, † 1812)
- Giuseppe Marcone, abate italiano (San Pietro Infine, n. 1882 - Arezzo, † 1952)
- Ottavio Moreno, abate, avvocato e politico italiano (Mallare, n. 1777 - Torino, † 1852)
- Giuseppe Quandel, abate, militare e astronomo italiano (Napoli, n. 1833 - Cassino, † 1897)
- Giuseppe Santini, abate e matematico italiano (Staffolo, n. 1735 - Staffolo, † 1796)
- Giuseppe Tigri, abate e scrittore italiano (Pistoia, n. 1806 - Pistoia, † 1882)
- Giuseppe Zamboni, abate e fisico italiano (Arbizzano, n. 1776 - Verona, † 1846)

## Agronomi(3)
- Giuseppe Antonio Ottavi, agronomo e divulgatore scientifico francese (Bastelica, n. 1818 - Casale Monferrato, † 1885)
- Giuseppe Ricca Rosellini, agronomo italiano (Perugia, n. 1834 - Roma, † 1914)
- Giuseppe Tassinari, agronomo e politico italiano (Perugia, n. 1891 - Salò, † 1944)

## Alchimisti(1)
- Giuseppe Francesco Borri, alchimista, medico e avventuriero italiano (Milano, n. 1627 - Roma, † 1695)

## Allenatori di calcio a 5(1)
- Giuseppe Milella, allenatore di calcio a 5 e ex giocatore di calcio a 5 italiano (Bari, n. 1965)

## Allenatori di hockey su ghiaccio(1)
- Joey Isabella, allenatore di hockey su ghiaccio e hockeista su ghiaccio svizzero (Faido, n. 1987)

## Allenatori di pallacanestro(5)
- Giuseppe Barbara, allenatore di pallacanestro italiano (Trapani, n. 1952)
- Giuseppe Caboni, allenatore di pallacanestro italiano (San Gavino Monreale, n. 1966)
- Giuseppe Dispinzeri, allenatore di pallacanestro italiano (Messina, n. 1923 - † 2013)
- Dido Guerrieri, allenatore di pallacanestro e giornalista italiano (Civitavecchia, n. 1931 - Sesto San Giovanni, † 2013)
- Giuseppe Poeta, allenatore di pallacanestro e ex cestista italiano (Battipaglia, n. 1985)

## Allenatori di pallavolo(1)
- Giuseppe Cuccarini, allenatore di pallavolo italiano (Città di Castello, n. 1958)

## Alpinisti(4)
- Giuseppe Gagliardone, alpinista italiano (Saluzzo - Aiguille Noire de Peuterey, † 1947)
- Giuseppe Ghedina, alpinista italiano (Cortina d'Ampezzo, n. 1921 - Cortina d'Ampezzo, † 1975)
- Giuseppe Loss, alpinista austro-ungarico (Caoria, n. 1831 - Venezia, † 1880)
- Giuseppe Oberto, alpinista e esploratore italiano (Macugnaga, n. 1923 - Macugnaga, † 2018)

## Ambasciatori(2)
- Giuseppe Avarna, ambasciatore e politico italiano (Palermo, n. 1843 - Roma, † 1916)
- Giuseppe Maria Tron, ambasciatore e banchiere italiano (n. 1799)

## Ammiragli(12)
- Giuseppe Angrisano, ammiraglio italiano (Livorno, n. 1935 - Barcellona, † 2024)
- Giuseppe Cavo Dragone, ammiraglio italiano (Arquata Scrivia, n. 1957)
- Giuseppe De Giorgi, ammiraglio italiano (Napoli, n. 1953)
- Giuseppe De Lorenzi, ammiraglio italiano (Torino, n. 1868 - Roma, † 1921)
- Giuseppe Fioravanzo, ammiraglio italiano (Monselice, n. 1891 - Roma, † 1975)
- Giuseppe Francese, ammiraglio italiano (Taranto, n. 1932 - Vicopisano, † 1995)
- Giuseppe Lombardi, ammiraglio italiano (Dronero, n. 1886 - Roma, † 1978)
- Giuseppe Lovera di Maria, ammiraglio italiano (Nizza Marittima, n. 1836 - Torino, † 1903)
- Giuseppe Marini, ammiraglio italiano (Trapani, n. 1899 - Roma, † 1969)
- Giuseppe Alessandro Piola Caselli, ammiraglio italiano (Alessandria, n. 1824 - Torino, † 1910)
- Giuseppe Roselli Lorenzini, ammiraglio italiano (Roma, n. 1910 - Roma, † 1987)
- Giuseppe Sirianni, ammiraglio e politico italiano (Genova, n. 1874 - Pieve Ligure, † 1955)

## Anarchici(3)
- Giuseppe Peretti, anarchico e antifascista svizzero (Bellinzona, n. 1887 - Bellinzona, † 1966)
- Giuseppe Pinelli, anarchico e partigiano italiano (Milano, n. 1928 - Milano, † 1969)
- Giuseppe Rose, anarchico, pittore e poeta italiano (Grimaldi, n. 1921 - Cosenza, † 1975)

## Anatomisti(5)
- Giuseppe Favaro, anatomista italiano (Padova, n. 1877 - Fiesso d'Artico, † 1954)
- Giuseppe Flaiani, anatomista italiano (Ancarano, n. 1741 - Roma, † 1808)
- Giuseppe Pietrocola, anatomista, chirurgo e politico italiano (Vasto, n. 1805 - Massa Lubrense, † 1889)
- Giuseppe Pozzi, anatomista e scrittore italiano (Bologna, n. 1697 - Bologna, † 1752)
- Giuseppe Zambeccari, anatomista italiano (Castelfranco di Sotto, n. 1655 - Pisa, † 1728)

## Animatori(1)
- Giuseppe Laganà, animatore, regista e fumettista italiano (Milano, n. 1944 - Roma, † 2016)

## Antifascisti(3)
- Giuseppe Aventi, antifascista, saggista e giornalista italiano (Cattolica, n. 1893 - Milano, † 1973)
- Giuseppe Isola, antifascista e politico italiano (Parma, n. 1881 - Parma, † 1957)
- Giuseppe Maiani, antifascista, partigiano e politico sammarinese (Montegiardino, n. 1924 - † 2016)

## Antropologi(3)
- Giuseppe Cocchiara, antropologo e etnologo italiano (Mistretta, n. 1904 - Palermo, † 1965)
- Giuseppe Calvia, antropologo, poeta e pubblicista italiano (Mores, n. 1866 - Mores, † 1943)
- Giuseppe Sergi, antropologo e psicologo italiano (Messina, n. 1841 - Roma, † 1936)

## Arbitri di calcio(13)
- Giuseppe Adami, arbitro di calcio italiano (Roma, n. 1915 - Roma, † 2007)
- Giuseppe Camperio, arbitro di calcio e calciatore italiano (Cuggiono, n. 1887)
- Giuseppe Carpani, arbitro di calcio italiano (Milano, n. 1907 - Milano, † 1958)
- Giuseppe Collu, arbitro di calcio italiano (Cagliari, n. 1990)
- Giuseppe Gama, arbitro di calcio e dirigente sportivo italiano (Milano, n. 1887)
- Massimo Ferro, arbitro di calcio e politico italiano (San Bonifacio, n. 1959)
- Giuseppe Fois, arbitro di calcio italiano (Sassari, n. 1899)
- Giuseppe Lerni, arbitro di calcio italiano (n. 1898 - Torino, † 1968)
- Giuseppe Mario Moretto, ex arbitro di calcio italiano (San Donà di Piave, n. 1936)
- Giuseppe Rosica, arbitro di calcio e dentista italiano (Roma, n. 1956 - Roma, † 2019)
- Giuseppe Scarpi, arbitro di calcio italiano (Dolo, n. 1900 - Dolo, † 1952)
- Giuseppe Turbiani, arbitro di calcio e dirigente sportivo italiano (Ferrara, n. 1893 - Ferrara, † 1959)
- Giuseppe Zelocchi, arbitro di calcio italiano (Modena, n. 1899 - Modena, † 1959)

## Arbitri di calcio a 5(1)
- Giuseppe Buluggiu, ex arbitro di calcio a 5 italiano (Cagliari, n. 1967)

## Archeologi(15)
- Giuseppe Agnello, archeologo, antifascista e politico italiano (Canicattini Bagni, n. 1888 - Siracusa, † 1976)
- Giuseppe Botti, archeologo italiano (Modena, n. 1853 - Alessandria d'Egitto, † 1903)
- Giuseppe Bovini, archeologo italiano (Montalcino, n. 1915 - Montalcino, † 1975)
- Giuseppe Consoli Guardo, archeologo, restauratore e museologo italiano (Catania, n. 1919 - Milano, † 2010)
- Giuseppe Fiorelli, archeologo e numismatico italiano (Napoli, n. 1823 - Napoli, † 1896)
- Giuseppe Gatti, archeologo, epigrafista e storico italiano (Roma, n. 1838 - Oriolo Romano, † 1914)
- Giuseppe Antonio Guattani, archeologo e scrittore italiano (Roma, n. 1748 - Roma, † 1830)
- Giuseppe Lugli, archeologo italiano (Roma, n. 1890 - Roma, † 1967)
- Giuseppe Marchetti Longhi, archeologo italiano (Roma, n. 1884 - Roma, † 1979)
- Giuseppe Marchi, archeologo, numismatico e gesuita italiano (Tolmezzo, n. 1795 - Roma, † 1860)
- Giuseppe Micali, archeologo e storico italiano (Livorno, n. 1768 - Firenze, † 1844)
- Giuseppe Orefici, archeologo italiano (Brescia, n. 1946 - Brescia, † 2025)
- Giuseppe Maria Parascandolo, archeologo e grecista italiano (Napoli - Napoli, † 1838)
- Giuseppe Sordini, archeologo, critico d'arte e funzionario italiano (Spoleto, n. 1853 - Spoleto, † 1914)
- Giuseppe Tambroni, archeologo, critico d'arte e diplomatico italiano (Bologna, n. 1773 - Roma, † 1824)

## Architetti del paesaggio(1)
- Pietro Giuseppe Roda, architetto del paesaggio italiano (Racconigi, n. 1821 - Torino, † 1895)

## Archivisti(7)
- Giuseppe Bonelli, archivista, paleografo e storico italiano (Brescia, n. 1875 - Brescia, † 1956)
- Giuseppe Maria Casotti, archivista e storico italiano (Prato, n. 1679 - Prato, † 1740)
- Giuseppe Cossa, archivista e bibliotecario italiano (Milano, n. 1803 - Milano, † 1885)
- Giuseppe Del Giudice, archivista e storico italiano (Napoli, n. 1819 - Napoli, † 1909)
- Giuseppe Gallizia, archivista svizzero (Ludiano, n. 1915 - Lugano, † 2007)
- Giuseppe Porro, archivista italiano (Milano, n. 1835 - Milano, † 1904)
- Giuseppe Viglezzi, archivista italiano (Boffalora, n. 1778 - Milano, † 1851)

## Arcivescovi cattolici(48)
- Giuseppe Agostino, arcivescovo cattolico italiano (Reggio Calabria, n. 1928 - Rende, † 2014)
- Giuseppe Baturi, arcivescovo cattolico italiano (Catania, n. 1964)
- Giuseppe Germano Bernardini, arcivescovo cattolico e missionario italiano (Pavullo nel Frignano, n. 1928 - Reggio Emilia, † 2023)
- Giuseppe Bertieri, arcivescovo cattolico italiano (Ceva, n. 1734 - Pavia, † 1804)
- Giuseppe Bologna, arcivescovo cattolico italiano (Napoli, n. 1634 - Napoli, † 1697)
- Giuseppe Bonfiglioli, arcivescovo cattolico italiano (Sant'Agostino, n. 1910 - Cagliari, † 1992)
- Giuseppe Burzio, arcivescovo cattolico italiano (Cambiano, n. 1901 - † 1966)
- Giuseppe Capecelatro, arcivescovo cattolico e politico italiano (Napoli, n. 1744 - Napoli, † 1836)
- Giuseppe Carata, arcivescovo cattolico italiano (Lecce, n. 1915 - Bisceglie, † 2003)
- Giuseppe Cardoni, arcivescovo cattolico e funzionario italiano (Roma, n. 1802 - Roma, † 1873)
- Giuseppe Casale, arcivescovo cattolico italiano (Trani, n. 1923 - Vallo della Lucania, † 2023)
- Giuseppe Chiaretti, arcivescovo cattolico italiano (Leonessa, n. 1933 - Perugia, † 2021)
- Giuseppe Cogoni, arcivescovo cattolico italiano (Pirri, n. 1885 - † 1947)
- Giuseppe Costanzo, arcivescovo cattolico italiano (Riposto, n. 1933)
- Giuseppe D'Avack, arcivescovo cattolico e scrittore italiano (Roma, n. 1899 - Roma, † 1979)
- Giuseppe Fiorenza, arcivescovo cattolico italiano (Monreale, n. 1841 - † 1924)
- Giuseppe Fiorini Morosini, arcivescovo cattolico italiano (Paola, n. 1945)
- Giuseppe Petrelli, arcivescovo cattolico italiano (Montegiorgio, n. 1873 - Montegiorgio, † 1962)
- Giuseppe Clemente di Baviera, arcivescovo cattolico tedesco (Monaco di Baviera, n. 1671 - Bonn, † 1723)
- Giuseppe Godeassi, arcivescovo cattolico italiano (Medea, n. 1788 - Zara, † 1861)
- Giuseppe Maria Pietro Grimaldi, arcivescovo cattolico italiano (Moncalieri, n. 1754 - Vercelli, † 1830)
- Giuseppe Leanza, arcivescovo cattolico italiano (Cesarò, n. 1943)
- Giuseppe Mancini, arcivescovo cattolico italiano (Firenze, n. 1777 - Siena, † 1855)
- Giuseppe Mani, arcivescovo cattolico italiano (Rufina, n. 1936)
- Giuseppe Maria Martelli, arcivescovo cattolico italiano (Firenze, n. 1678 - Firenze, † 1741)
- Giuseppe Maria Mazzetti, arcivescovo cattolico italiano (Chieti, n. 1778 - Napoli, † 1850)
- Giuseppe Migone, arcivescovo cattolico italiano (Genova, n. 1875 - Roma, † 1951)
- Giuseppe Molinari, arcivescovo cattolico italiano (Scoppito, n. 1938)
- Giuseppe Morabito, arcivescovo cattolico italiano (Archi, n. 1858 - † 1923)
- Giuseppe Nogara, arcivescovo cattolico italiano (Bellano, n. 1872 - Udine, † 1955)
- Giuseppe Palica, arcivescovo cattolico italiano (Roma, n. 1869 - Roma, † 1936)
- Giuseppe Maria Papardo del Parco, arcivescovo cattolico italiano (Messina, n. 1819 - † 1883)
- Giuseppe Pinto, arcivescovo cattolico italiano (Noci, n. 1952)
- Giuseppe Pittau, arcivescovo cattolico italiano (Villacidro, n. 1928 - Tokyo, † 2014)
- Giuseppe Maria Positano, arcivescovo cattolico italiano (Noja, n. 1668 - † 1730)
- Giuseppe Ridolfi, arcivescovo cattolico italiano (Porto Recanati, n. 1859 - Roma, † 1925)
- Giuseppe Rosa, arcivescovo cattolico italiano (Rocca Bernarda, n. 1635 - Barletta, † 1694)
- Giuseppe Maria Ruffo, arcivescovo cattolico italiano (Bagnara Calabra, n. 1696 - Capua, † 1754)
- Giuseppe Maria Sanfelice, arcivescovo cattolico e diplomatico italiano (Napoli, n. 1614 - Rogliano, † 1660)
- Giuseppe Satriano, arcivescovo cattolico italiano (Brindisi, n. 1960)
- Giuseppe Schirò, arcivescovo cattolico italiano (Piana degli Albanesi, n. 1690 - Himara, † 1769)
- Giuseppe Vairo, arcivescovo cattolico italiano (Paola, n. 1917 - San Giovanni Rotondo, † 2001)
- Giuseppe Venturi, arcivescovo cattolico italiano (Mezzane di Sotto, n. 1874 - Chieti, † 1947)
- Giuseppe Verucchi, arcivescovo cattolico italiano (Pavullo nel Frignano, n. 1937 - Modena, † 2025)
- Giuseppe Vincentini, arcivescovo cattolico, funzionario e diplomatico italiano (Rieti, n. 1717 - Napoli, † 1779)
- Giuseppe Vinci, arcivescovo cattolico e diplomatico italiano (Fermo, n. 1736 - Roma, † 1795)
- Giuseppe Zaffonato, arcivescovo cattolico italiano (Magrè di Schio, n. 1899 - Arzignano, † 1988)
- Giuseppe de Rubeis, arcivescovo cattolico italiano (Paganica, n. 1553 - Paganica, † 1610)

## Arcivescovi cristiani orientali(1)
- Giuseppe I di Alessandria, arcivescovo cristiano orientale egiziano (Menouf, n. 771 - † 849)

## Arcivescovi ortodossi(2)
- Giuseppe, arcivescovo ortodosso russo (Vladimir - Mosca, † 1652)
- Giuseppe II di Costantinopoli, arcivescovo ortodosso bizantino (Firenze, † 1439)

## Artigiani(3)
- Giuseppe Borsalino, artigiano e imprenditore italiano (Pecetto di Valenza, n. 1834 - Alessandria, † 1900)
- Giuseppe Croce, artigiano, politico e giornalista italiano (Somma Lombardo, n. 1853 - Milano, † 1915)
- Giuseppe Ferrini, artigiano italiano

## Artisti(11)
- Giuseppe Canta, artista e poeta italiano (Caltanissetta, n. 1952)
- Giuseppe Cioni, artista, compositore e religioso italiano (Poggibonsi, n. 1902 - Campi Bisenzio, † 1963)
- Giuseppe De Feo, artista, scultore e pittore italiano (Seregno, n. 1914 - Seregno, † 2000)
- Giuseppe Gallo, artista, pittore e scultore italiano (Rogliano, n. 1954)
- Giuseppe Madaudo, artista, illustratore e fumettista italiano (Palermo, n. 1950)
- Giuseppe Mastromatteo, artista e fotografo italiano (Busto Arsizio, n. 1970)
- Giuseppe Mazzullo, artista e scultore italiano (Graniti, n. 1913 - Taormina, † 1988)
- Giuseppe Monegato, artista, pittore e scultore italiano (Fontaniva, n. 1903 - Fontaniva, † 1969)
- Giuseppe Patania, artista italiano (Palermo, n. 1780 - Palermo, † 1852)
- Pippo Patruno, artista e docente italiano (Monopoli, n. 1955 - Monopoli, † 2023)
- Giuseppe Penone, artista e scultore italiano (Garessio, n. 1947)

## Assassini seriali(1)
- Giuseppe Belloli, serial killer italiano (Ghisalba, n. 1948)

## Assiriologi(1)
- Giuseppe Furlani, assiriologo e storico delle religioni italiano (Pola, n. 1885 - Roma, † 1962)

## Astisti(1)
- Giuseppe Gibilisco, ex astista e bobbista italiano (Siracusa, n. 1979)

## Astrofisici(3)
- Giuseppe Bertin, astrofisico italiano (Adria, n. 1952)
- Giuseppe Cesare Perola, astrofisico italiano (n. 1940 - Ariccia, † 2021)
- Giuseppe Vaiana, astrofisico italiano (Prizzi, n. 1935 - Palermo, † 1991)

## Astronomi(14)
- Giuseppe Armellini, astronomo italiano (Roma, n. 1887 - Roma, † 1958)
- Giuseppe Asclepi, astronomo e matematico italiano (Macerata, n. 1706 - Roma, † 1776)
- Giuseppe Bianchi, astronomo italiano (Modena, n. 1791 - † 1866)
- Giuseppe Calandrelli, astronomo e matematico italiano (Zagarolo, n. 1749 - Roma, † 1827)
- Giuseppe Carlucci, astronomo e religioso italiano († 1790)
- Giuseppe Cassella, astronomo e matematico italiano (Cusano Mutri, n. 1755 - Napoli, † 1808)
- Giuseppe Donatiello, astronomo italiano (Oria, n. 1967)
- Giuseppe Forti, astronomo italiano (n. 1939 - † 2007)
- Eugenio Guerrieri, astronomo italiano (Novoli, n. 1874 - Bagnoli, † 1957)
- Giuseppe Lorenzoni, astronomo e scienziato italiano (Rolle, n. 1843 - Padova, † 1914)
- Giuseppe Pappa, astronomo italiano (n. 1987)
- Giuseppe Settele, astronomo, archeologo e presbitero italiano (Roma, n. 1770 - Roma, † 1841)
- Giuseppe Antonio Slop, astronomo italiano (Cadine, n. 1740 - Pisa, † 1808)
- Giuseppe Toaldo, astronomo, meteorologo e abate italiano (Pianezze, n. 1719 - Padova, † 1797)

## Atleti(3)
- Giuseppe Ottaviani, atleta italiano (Sant'Ippolito, n. 1916 - Sant'Ippolito, † 2020)
- Giuseppe Rovelli, atleta italiano (Milano, n. 1918 - † 2015)
- Giuseppe Valle, atleta, dirigente sportivo e generale italiano (Sassari, n. 1886 - Roma, † 1975)

## Atleti paralimpici(2)
- Giuseppe Campoccio, atleta paralimpico italiano (San Candido, n. 1966)
- Giuseppe Romele, atleta paralimpico italiano (Pisogne, n. 1992)

## Attivisti(3)
- Giuseppe Di Salvo, attivista e comandante marittimo italiano (Lipari, n. 1902 - Thornbury, † 1988)
- Giuseppe Liverani, attivista e editore italiano (Milano, n. 1947)
- Giuseppe Petrucci, attivista italiano (Palma di Montechiaro, n. 1973)

## Attori pornografici(1)
- Giuseppe Curia, ex attore pornografico italiano (Roma, n. 1949)

## Attori teatrali(9)
- Giuseppe Bracci, attore teatrale italiano (Roma, n. 1848 - Roma, † 1907)
- Giuseppe De Marini, attore teatrale italiano (Milano, n. 1772 - Santa Maria Capua Vetere, † 1829)
- Giuseppe Imer, attore teatrale italiano (Genova, n. 1700 - Venezia, † 1758)
- Giuseppe Lapy, attore teatrale italiano (Bologna - † 1782)
- Giuseppe Marliani, attore teatrale italiano (Piacenza, n. 1720)
- Giuseppe Marzari, attore teatrale, comico e umorista italiano (Genova, n. 1900 - Genova, † 1974)
- Giuseppe Moncalvo, attore teatrale italiano (Reggio nell'Emilia, n. 1781 - Milano, † 1859)
- Giuseppe Pellandi, attore teatrale italiano (Venezia, n. 1730 - Venezia, † 1804)
- Giuseppe Rizzotto, attore teatrale e commediografo italiano (Palermo, n. 1828 - Trapani, † 1895)

## Autori televisivi(1)
- Giuseppe Maffioli, autore televisivo, attore e gastronomo italiano (Padova, n. 1925 - Treviso, † 1985)

## Aviatori(9)
- Giuseppe Alabiso, aviatore e dirigente sportivo italiano (Poggibonsi, n. 1954 - Mar Tirreno, † 2015)
- Giuseppe Burei, aviatore italiano (Pordenone, n. 1902 - Mornago, † 1938)
- Giuseppe Cei, aviatore e ingegnere italiano (Cascina, n. 1889 - Puteaux, † 1911)
- Giuseppe De Marco, aviatore e militare italiano (Prizzi, n. 1894 - Palermo, † 1980)
- Giuseppe Garrassini Garbarino, aviatore e militare italiano (Loano, n. 1885 - Pola, † 1917)
- Giuseppe Ghislanzoni, aviatore italiano (Calco, n. 1897 - Asiago, † 1918)
- Giuseppe Grassa, aviatore italiano (Mazara del Vallo, n. 1891 - Bushehr, † 1920)
- Giuseppe Marini, aviatore e generale italiano (Torre Annunziata, n. 1897 - Brescia, † 1974)
- Giuseppe Veronesi, aviatore italiano (Bologna, n. 1895 - Milano, † 1964)

## Avventurieri(2)
- Cagliostro, avventuriero italiano (Palermo, n. 1743 - San Leo, † 1795)
- Giuseppe Gorani, avventuriero, scrittore e diplomatico italiano (Milano, n. 1740 - Ginevra, † 1819)

## Banchieri(5)
- Giuseppe Cataldi, banchiere e politico italiano (Genova, n. 1809 - Genova, † 1876)
- Giuseppe Cotta, banchiere e politico italiano (Torino, n. 1785 - Torino, † 1868)
- Giuseppe Frignani, banchiere, dirigente d'azienda e politico italiano (Ravenna, n. 1892 - Firenze, † 1970)
- Giuseppe Lella, banchiere e politico italiano (Messina, n. 1803 - Messina, † 1866)
- Giuseppe Levi, banchiere e filantropo italiano (Venezia, n. 1830 - Milano, † 1909)

## Baritoni(10)
- Giuseppe Campanari, baritono e violoncellista italiano (Venezia, n. 1855 - Milano, † 1927)
- Giuseppe Danise, baritono italiano (Salerno, n. 1882 - New York, † 1963)
- Giuseppe De Luca, baritono italiano (Roma, n. 1876 - New York, † 1950)
- Giuseppe Kaschmann, baritono italiano (Lussinpiccolo, n. 1850 - Roma, † 1925)
- Giuseppe La Puma, baritono italiano (San Giuseppe Jato, n. 1870 - Chicago, † 1940)
- Giuseppe Manacchini, baritono italiano (Crevalcore, n. 1902 - Milano, † 1990)
- Giuseppe Pacini, baritono italiano (Firenze, n. 1862 - Firenze, † 1910)
- Giuseppe Taddei, baritono italiano (Genova, n. 1916 - Roma, † 2010)
- Giuseppe Valdengo, baritono italiano (Torino, n. 1914 - Aosta, † 2007)
- Giuseppe Zecchillo, baritono, pittore e scrittore italiano (San Paolo del Brasile, n. 1929 - Milano, † 2011)

## Bassi(5)
- Giuseppe Maria Boschi, basso italiano
- Giuseppe Ciampi, basso italiano (Venezia, n. 1832 - La Valletta, † 1892)
- Giuseppe De Begnis, basso italiano (n. 1793 - New York, † 1849)
- Giuseppe Frezzolini, basso italiano (Orvieto, n. 1789 - Orvieto, † 1861)
- Giuseppe Modesti, basso italiano (Cremona, n. 1915 - † 1998)

## Bassisti(1)
- Pino Palladino, bassista, compositore e produttore discografico britannico (Cardiff, n. 1957)

## Batteristi(1)
- Michi Dei Rossi, batterista italiano (Venezia, n. 1949)

## Bibliografi(1)
- Giuseppe Fumagalli, bibliografo e bibliotecario italiano (Firenze, n. 1863 - Firenze, † 1939)

## Bibliotecari(5)
- Giuseppe Agnelli, bibliotecario e umanista italiano (Ferrara, n. 1856 - Ferrara, † 1940)
- Giuseppe Simone Assemani, bibliotecario, orientalista e arcivescovo cattolico libanese (Tripoli, n. 1687 - Roma, † 1768)
- Giuseppe Mazzariol, bibliotecario e storico dell'arte italiano (Venezia, n. 1922 - Treviso, † 1989)
- Giuseppe Lando Passerini, bibliotecario e critico letterario italiano (Firenze, n. 1858 - Firenze, † 1932)
- Giuseppe Valentinelli, bibliotecario e bibliografo italiano (Ferrara, n. 1805 - Villa Estense, † 1874)

## Biografi(1)
- Giuseppe De Ninno, biografo e storiografo italiano (Giovinazzo, n. 1852 - Terlizzi, † 1930)

## Biologi(6)
- Giuseppe Bertani, biologo italiano (Como, n. 1923 - Pasadena, † 2015)
- Giuseppe Colosi, biologo italiano (Petralia Sottana, n. 1892 - Firenze, † 1975)
- Giuseppe Jatta, biologo e naturalista italiano (Ruvo di Puglia, n. 1860 - Napoli, † 1903)
- Giuseppe Montalenti, biologo e genetista italiano (Asti, n. 1904 - Roma, † 1990)
- Giuseppe Notarbartolo di Sciara, biologo italiano (Venezia, n. 1948)
- Giuseppe Sermonti, biologo e saggista italiano (Roma, n. 1925 - Roma, † 2018)

## Bobbisti(4)
- Giuseppe Crivelli, bobbista italiano (Milano, n. 1896 - Sankt Moritz, † 1991)
- Giuseppe Rescigno, bobbista italiano (Castel San Giorgio, n. 1934 - Malindi, † 1984)
- Giuseppe Soravia, bobbista italiano (Valle di Cadore, n. 1948 - Innsbruck, † 1980)
- Giuseppe Steiner, bobbista italiano (n. 1893)

## Botanici(21)
- Giuseppe Agosti, botanico e gesuita italiano (Belluno, n. 1715 - Belluno, † 1786)
- Giuseppe Bertoloni, botanico e entomologo italiano (Sarzana, n. 1804 - Bologna, † 1878)
- Giuseppe Bianca, botanico italiano (Avola, n. 1801 - Avola, † 1883)
- Giuseppe Antonio Bonato, botanico italiano (n. 1753 - † 1836)
- Giuseppe Casabona, botanico e naturalista fiammingo († 1595)
- Giuseppe Catalano, botanico italiano (Palermo, n. 1888 - Napoli, † 1981)
- Giuseppe Cuboni, botanico e agronomo italiano (Modena, n. 1852 - Roma, † 1920)
- Giuseppe De Notaris, botanico italiano (Milano, n. 1805 - Roma, † 1877)
- Giuseppe Camillo Giordano, botanico italiano (Pomarico, n. 1841 - Bernalda, † 1901)
- Giuseppe Giraldi, botanico e religioso italiano (Larciano, n. 1848 - Xi'an, † 1901)
- Giuseppe Gola, botanico italiano (Novara, n. 1877 - Padova, † 1956)
- Giuseppe Inzenga, botanico, agronomo e micologo italiano (n. 1815 - † 1887)
- Giuseppe Lopriore, botanico italiano (Gravina in Puglia, n. 1865 - Resina, † 1928)
- Giuseppe Martinoli, botanico italiano (Spalato, n. 1911 - Roma, † 1970)
- Giuseppe Monti, botanico italiano (Bologna, n. 1682 - Bologna, † 1760)
- Giuseppe Moretti, botanico italiano (Roncaro, n. 1782 - Pavia, † 1853)
- Giuseppe Giacinto Moris, botanico e politico italiano (Orbassano, n. 1796 - Torino, † 1869)
- Giuseppe Antonio Pasquale, botanico e patriota italiano (Anoia, n. 1820 - Napoli, † 1893)
- Giuseppe Raddi, botanico italiano (Firenze, n. 1770 - Rodi, † 1829)
- Giuseppe Tineo, botanico italiano (Militello in Val di Catania, n. 1756 - Palermo, † 1812)
- Giuseppe Zeni, botanico italiano (Magasa, n. 1912 - Gavardo, † 2007)

## Briganti(12)
- Giuseppe Andaloro, brigante italiano (Gangi, n. 1904 - Gangi, † 1968)
- Giuseppe Caruso, brigante italiano (Atella, n. 1816 - Atella, † 1891)
- Giuseppe Costantini, brigante italiano (Villa di Santa Maria a Corte, n. 1758 - Capua, † 1808)
- Giuseppe Mayno, brigante italiano (Spinetta Marengo, n. 1780 - Alessandria, † 1806)
- Giuseppe Musolino, brigante italiano (Santo Stefano in Aspromonte, n. 1876 - Reggio Calabria, † 1956)
- Ninco Nanco, brigante italiano (Avigliano, n. 1833 - Frusci, † 1864)
- Giuseppe Paterna, brigante e prete italiano (San Gregorio Magno - Romagnano al Monte, † 1809)
- Giuseppe Pisano, brigante italiano (Montauro, n. 1784 - † 1811)
- Giuseppe Pomponio, brigante italiano (Liscia, n. 1837 - Furci, † 1870)
- Giuseppe Rotella, brigante italiano (Tiriolo, n. 1780 - Catanzaro, † 1810)
- Giuseppe Russo, brigante italiano (Montepaone, n. 1781 - Stalettì, † 1811)
- Giuseppe Schiavone, brigante italiano (Sant'Agata di Puglia, n. 1838 - Melfi, † 1864)

## Cabarettisti(1)
- Peppe Laurato, cabarettista, comico e attore italiano (Napoli, n. 1978)

## Canottieri(12)
- Giuseppe Abbagnale, ex canottiere e dirigente sportivo italiano (Pompei, n. 1959)
- Giuseppe Crivelli, canottiere italiano (Zara, n. 1900 - Sondalo, † 1950)
- Giuseppe De Vita, ex canottiere italiano (Posillipo, n. 1982)
- Giuseppe Di Capua, ex canottiere italiano (Salerno, n. 1958)
- Giuseppe Di Mare, canottiere italiano (Pompei, n. 1997)
- Giuseppe Galante, canottiere italiano (Domaso, n. 1937 - Gravedona ed Uniti, † 2021)
- Giuseppe La Mura, ex canottiere e medico italiano (Pompei, n. 1940)
- Giuseppe Moioli, canottiere italiano (Olcio, n. 1927 - Olcio, † 2025)
- Giuseppe Noal, ex canottiere italiano (Cornuda, n. 1950)
- Giuseppe Schiavon, ex canottiere italiano (Murano, n. 1942)
- Giuseppe Sinigaglia, canottiere e militare italiano (Como, n. 1884 - San Vito al Torre, † 1916)
- Giuseppe Vicino, canottiere italiano (Napoli, n. 1993)

## Cantanti(9)
- Peppe Barra, cantante e attore teatrale italiano (Roma, n. 1944)
- Giuseppe Chelo, cantante italiano (Sassari, n. 1938 - Sassari, † 2007)
- Beppe Dettori, cantante e chitarrista italiano (Stintino, n. 1965)
- Jaka, cantante, musicista e disc jockey italiano (Erice, n. 1967)
- Gidiuli, cantante italiano (Trepuzzi, n. 1944 - Modena, † 2009)
- Giuseppe Godono, cantante italiano (Napoli, n. 1876 - Roma, † 1963)
- Giuseppe Negroni, cantante italiano (Medicina, n. 1930 - Budrio, † 1994)
- Fabio Trioli, cantante italiano (Cosenza, n. 1948)
- Peppino di Capri, cantante, pianista e attore italiano (Capri, n. 1939)

## Cantanti lirici(1)
- Giuseppe Ciccimarra, cantante lirico italiano (Altamura, n. 1790 - Venezia, † 1836)

## Cantautori(12)
- Giuseppe Anastasi, cantautore italiano (Palermo, n. 1976)
- Giosy Cento, cantautore italiano (Ischia di Castro, n. 1946)
- Giuseppe Cionfoli, cantautore italiano (Erchie, n. 1952)
- Pino D'Angiò, cantautore italiano (Pompei, n. 1952 - Formello, † 2024)
- Pino Daniele, cantautore, chitarrista e compositore italiano (Napoli, n. 1955 - Roma, † 2015)
- Dente, cantautore italiano (Fidenza, n. 1976)
- Pino Donaggio, cantautore e compositore italiano (Burano, n. 1941)
- Gipo Farassino, cantautore, attore e politico italiano (Torino, n. 1934 - Torino, † 2013)
- Mango, cantautore italiano (Lagonegro, n. 1954 - Policoro, † 2014)
- Pippo Pollina, cantautore italiano (Palermo, n. 1963)
- Povia, cantautore italiano (Milano, n. 1972)
- Peppe Servillo, cantautore e attore italiano (Arquata Scrivia, n. 1960)

## Cardiochirurghi(1)
- Giuseppe Di Benedetto, cardiochirurgo italiano (Eboli, n. 1946)

## Cavalieri(3)
- Giuseppe Chiantia, cavaliere italiano (Riesi, n. 1893 - Roma, † 1971)
- Giuseppe Corno, cavaliere italiano (Castelfranco Veneto, n. 1964)
- Giuseppe Ravano, cavaliere italiano (Rapallo, n. 1943)

## Ceramisti(3)
- Giuseppe Bonachia, ceramista italiano (Sciacca, n. 1562)
- Giuseppe Macedonio, ceramista, scultore e pittore italiano (Napoli, n. 1906 - Napoli, † 1986)
- Giuseppe Piccone, ceramista italiano (Albissola Marina - Albissola Marina)

## Cestisti(22)
- Giuseppe Bernasconi, cestista italiano
- Giuseppe Bernini, cestista italiano (Trieste, n. 1915 - † 1978)
- Beppe Bosa, ex cestista italiano (Cittadella, n. 1964)
- Giuseppe Brumatti, cestista e dirigente sportivo italiano (Gorizia, n. 1948 - Gorizia, † 2011)
- Joe Calavita, ex cestista statunitense (Easton, n. 1965)
- Giuseppe Cassì, ex cestista, dirigente sportivo e politico italiano (Catania, n. 1963)
- Giuseppe Costantino, ex cestista e allenatore di pallacanestro italiano (Pozzuoli, n. 1978)
- Giuseppe Falco, cestista italiano (Napoli, n. 1972 - Trieste, † 2024)
- Giuseppe Frascolla, ex cestista italiano (San Ferdinando di Puglia, n. 1962)
- Giuseppe Garano, cestista e allenatore di pallacanestro italiano (Messina, n. 1934 - Trieste, † 2024)
- Giuseppe Gergati, ex cestista italiano (Varese, n. 1953)
- Giuseppe Gjergja, ex cestista e allenatore di pallacanestro jugoslavo (Zara, n. 1937)
- Giuseppe Lomazzi, cestista italiano (Milano, n. 1931 - Milano, † 2012)
- Giuseppe Natali, ex cestista italiano (Lecce, n. 1961)
- Giuseppe Palmieri, cestista, allenatore di pallacanestro e altista italiano (Trani, n. 1902 - Bologna, † 1989)
- Giuseppe Ponzoni, ex cestista italiano (Casalmaggiore, n. 1956)
- Giuseppe Rundo, ex cestista italiano (Gioiosa Marea, n. 1946)
- Giuseppe Sessa, cestista, rugbista a 15 e calciatore italiano (Milano, n. 1895 - Milano, † 1985)
- Giuseppe Sforza, cestista italiano (Milano, n. 1923 - Milano, † 1964)
- Giuseppe Stama, ex cestista italiano (Trino, n. 1964)
- Giuseppe Stefanelli, ex cestista, allenatore di pallacanestro e imprenditore italiano (Padova, n. 1941)
- Giuseppe Stefanini, cestista italiano (Camposampiero, n. 1923 - Milano, † 2013)

## Chimici(10)
- Giuseppe Appiani, chimico e ingegnere italiano (Inzago, n. 1863 - Inzago, † 1942)
- Giuseppe Bruni, chimico e politico italiano (Parma, n. 1873 - Fossadello di Caorso, † 1946)
- Giuseppe D'Ascenzo, chimico italiano (Cheren, n. 1937 - Roma, † 2024)
- Giuseppe Carlo Del Bue, chimico e farmacista italiano (Luzzara, n. 1797 - Parma, † 1868)
- Giuseppe Gazzeri, chimico italiano (Firenze, n. 1771 - Firenze, † 1847)
- Giuseppe Mirone Pasquali, chimico e naturalista italiano (Catania, n. 1753 - Catania, † 1804)
- Giuseppe Oddo, chimico italiano (Caltavuturo, n. 1865 - Palermo, † 1954)
- Giuseppe Orosi, chimico italiano (Pisa, n. 1816 - Livorno, † 1875)
- Giuseppe Plancher, chimico italiano (Fontevivo, n. 1870 - Bologna, † 1929)
- Giuseppe Tommasi, chimico italiano (Cosenza, n. 1885 - Roma, † 1944)

## Chirurghi(8)
- Giuseppe Calligaris, chirurgo italiano (Forni di Sotto, n. 1876 - Povoletto, † 1944)
- Giuseppe Corradi, chirurgo italiano (Bevagna, n. 1830 - Firenze, † 1907)
- Giuseppe De Matthaeis, chirurgo e archeologo italiano (Frosinone, n. 1777 - Roma, † 1857)
- Giuseppe Forlenza, chirurgo e oculista italiano (Picerno, n. 1757 - Parigi, † 1833)
- Giuseppe Muscatello, chirurgo e politico italiano (Augusta, n. 1866 - Catania, † 1951)
- Giuseppe Pezzuoli, chirurgo e cardiochirurgo italiano (Maranello, n. 1920 - Modena, † 2010)
- Giuseppe Ruggi, chirurgo italiano (Bologna, n. 1844 - Bologna, † 1925)
- Giuseppe Sisco, chirurgo italiano (Bastia, n. 1748 - Roma, † 1830)

## Chitarristi(4)
- Giuseppe de Trizio, chitarrista, compositore e attore italiano (Bari, n. 1972)
- Beppe Maniglia, chitarrista italiano (Kolozsvar, n. 1943)
- Giuseppe Mirabella, chitarrista e compositore italiano (Enna, n. 1972)
- Pinuccio Pirazzoli, chitarrista, arrangiatore e direttore d'orchestra italiano (Milano, n. 1949)

## Ciclisti su strada(46)
- Tino Ausenda, ciclista su strada italiano (Brivio, n. 1919 - Brivio, † 1976)
- Giuseppe Azzini, ciclista su strada italiano (Gazzuolo, n. 1891 - Ospedaletti, † 1925)
- Giuseppe Brambilla, ciclista su strada italiano (Melzo, n. 1888 - Milano, † 1918)
- Giuseppe Buratti, ciclista su strada italiano (Motta Visconti, n. 1929 - Motta Visconti, † 2008)
- Giuseppe Cainero, ciclista su strada italiano (Nimis, n. 1932 - Venaria Reale, † 2020)
- Giuseppe Calcaterra, ex ciclista su strada italiano (Cuggiono, n. 1964)
- Pino Cerami, ciclista su strada italiano (Misterbianco, n. 1922 - Gerpinnes, † 2014)
- Giuseppe Citterio, ex ciclista su strada italiano (Seregno, n. 1967)
- Giuseppe Contesini, ciclista su strada italiano (Breda Cisoni, n. 1888 - Bozzolo, † 1958)
- Giuseppe Daglia, ciclista su strada italiano (Varzi, n. 1940 - Rivanazzano, † 2003)
- Giuseppe Dante, ciclista su strada italiano (Piove di Sacco, n. 1931 - Desio, † 2018)
- Giuseppe De Maria, ex ciclista su strada italiano (Varese, n. 1984)
- Giuseppe Di Grande, ex ciclista su strada italiano (Belvedere di Siracusa, n. 1973)
- Giuseppe Doni, ciclista su strada italiano (Vigonza, n. 1928 - Udine, † 2001)
- Giuseppe Enrici, ciclista su strada italiano (Pittsburgh, n. 1896 - Nizza, † 1968)
- Giuseppe Fallarini, ciclista su strada italiano (Vaprio d'Agogna, n. 1934 - Vaprio d'Agogna, † 2023)
- Giuseppe Faraca, ciclista su strada italiano (Cosenza, n. 1959 - Cosenza, † 2016)
- Giuseppe Favero, ciclista su strada e dirigente sportivo italiano (Settimo Torinese, n. 1931 - Settimo Torinese, † 2020)
- Giuseppe Fezzardi, ex ciclista su strada italiano (Arcisate, n. 1939)
- Giuseppe Fonzi, ex ciclista su strada italiano (Pescara, n. 1991)
- Giuseppe Galbai, ciclista su strada, pilota motociclistico e imprenditore italiano (Tradate, n. 1887 - † 1973)
- Giuseppe Graglia, ciclista su strada italiano (Moncucco Torinese, n. 1909 - Torino, † 1996)
- Giuseppe Grassi, ex ciclista su strada italiano (Seano, n. 1942)
- Giuseppe Guerini, ex ciclista su strada italiano (Gazzaniga, n. 1970)
- Giuseppe Loretz, ciclista su strada italiano (Milano, n. 1860 - Torino, † 1944)
- Giuseppe Martano, ciclista su strada italiano (Savona, n. 1910 - Torino, † 1994)
- Giuseppe Mauso, ciclista su strada italiano (Frattamaggiore, n. 1932 - Frattamaggiore, † 2020)
- Giuseppe Minardi, ciclista su strada italiano (Solarolo, n. 1928 - Faenza, † 2019)
- Giuseppe Moreschi, ciclista su strada italiano (Roncadelle, n. 1871 - Brescia, † 1950)
- Giuseppe Muraglia, ex ciclista su strada italiano (Andria, n. 1979)
- Giuseppe Olivieri, ciclista su strada e pistard italiano (Campo Ligure, n. 1889 - Varazze, † 1973)
- Giuseppe Olmo, ciclista su strada, pistard e imprenditore italiano (Celle Ligure, n. 1911 - Milano, † 1992)
- Giuseppe Palumbo, ciclista su strada italiano (Siracusa, n. 1975)
- Giuseppe Pancera, ciclista su strada italiano (San Giorgio in Salici, n. 1901 - Castelnuovo del Garda, † 1977)
- Giuseppe Pardini, ex ciclista su strada italiano (Bientina, n. 1936)
- Giuseppe Passuello, ciclista su strada italiano (Lusiana Conco, n. 1951 - Livorno, † 2020)
- Giuseppe Perletto, ex ciclista su strada italiano (Dolcedo, n. 1948)
- Giuseppe Perna, ciclista su strada italiano (Regalbuto, n. 1885)
- Giuseppe Petito, ex ciclista su strada italiano (Civitavecchia, n. 1960)
- Giuseppe Pifferi, ciclista su strada italiano (Roma)
- Giuseppe Sabatini, ciclista su strada italiano (Peccioli, n. 1915 - Livorno, † 1951)
- Giuseppe Santhià, ciclista su strada italiano (Cavaglià, n. 1886 - † 1978)
- Giuseppe Sartore, ciclista su strada italiano (Val di Nizza, n. 1937 - Godiasco Salice Terme, † 1995)
- Giuseppe Tacca, ciclista su strada italiano (Cavaglio d'Agogna, n. 1917 - Villepinte, † 1984)
- Giuseppe Ticozzelli, ciclista su strada, allenatore di calcio e calciatore italiano (Castelnovetto, n. 1894 - Milano, † 1962)
- Giuseppe Tonucci, ciclista su strada italiano (Fano, n. 1938 - Pesaro, † 1988)

## Circensi(1)
- Giuseppe Bignoli, circense italiano (Galliate, n. 1892 - Galliate, † 1939)

## Clarinettisti(1)
- Giuseppe Garbarino, clarinettista, compositore e direttore d'orchestra italiano (Portofino, n. 1937)

## Clavicembalisti(2)
- Giuseppe De Ferrariis, clavicembalista e compositore italiano
- Domenico Scarlatti, clavicembalista e compositore italiano (Napoli, n. 1685 - Madrid, † 1757)

## Collezionisti d'arte(4)
- Giuseppe Sigismondo Ala Ponzone, collezionista d'arte e botanico italiano (Cremona, n. 1761 - Cremona, † 1842)
- Giuseppe Panza, collezionista d'arte italiano (Milano, n. 1923 - Milano, † 2010)
- Giuseppe Primoli, collezionista d'arte italiano (Roma, n. 1851 - Roma, † 1927)
- Giuseppe Stuard, collezionista d'arte italiano (Parma, n. 1790 - Parma, † 1834)

## Combinatisti nordici(1)
- Giuseppe Michielli, ex combinatista nordico italiano (Gemona del Friuli, n. 1985)

## Comici(3)
- Beppe Braida, comico, cabarettista e conduttore televisivo italiano (Torino, n. 1965)
- Beppe Grillo, comico, cabarettista e politico italiano (Genova, n. 1948)
- Giuseppe Masia, comico, cabarettista e cantante italiano (Ozieri, n. 1963)

## Compositori di scacchi(1)
- Giuseppe Brogi, compositore di scacchi italiano (Genova, n. 1900 - Genova, † 1976)

## Condottieri(1)
- Giuseppe D'Alesi, condottiero e rivoluzionario italiano (Polizzi Generosa, n. 1612 - Palermo, † 1647)

## Conduttori radiofonici(2)
- Giuseppe Cruciani, conduttore radiofonico, giornalista e conduttore televisivo italiano (Roma, n. 1966)
- Pippo Palmieri, conduttore radiofonico e disc jockey italiano (Milano, n. 1969)

## Conduttori televisivi(2)
- Pippo Baudo, conduttore televisivo, autore televisivo e conduttore radiofonico italiano (Militello in Val di Catania, n. 1936)
- Peppone Calabrese, conduttore televisivo e imprenditore italiano (Potenza, n. 1975)

## Contrabbassisti(1)
- Peppe Carta, contrabbassista e direttore d'orchestra italiano (Bosa, n. 1912 - Roma, † 1997)

## Corsari(2)
- Giuseppe Bavastro, corsaro italiano (Genova, n. 1760 - Algeri, † 1833)
- Giuseppe Graffigna, corsaro italiano (Portovenere, n. 1545)

## Costituzionalisti(1)
- Giuseppe Ugo Rescigno, costituzionalista italiano (Bracigliano, n. 1939)

## Costumisti(1)
- Giuseppe Palella, costumista italiano (Bari, n. 1975)

## Criminali(9)
- Giuseppe Bernasconi, criminale di guerra italiano (Firenze, n. 1899)
- Giuseppe Carnovale, criminale italiano (Polia, n. 1946 - Roma, † 1991)
- Giuseppe Di Maria, criminale italiano (Cianciana, n. 1936 - Sciacca, † 2018)
- Giuseppe Dottore, criminale italiano (Centuripe, n. 1908 - Centuripe, † 1946)
- Giuseppe Mastini, criminale italiano (Ponte San Pietro, n. 1960)
- Giuseppe Mercante, criminale italiano (Bari, n. 1953 - Bari, † 2021)
- Giuseppe Pelosi, criminale italiano (Roma, n. 1958 - Roma, † 2017)
- Giuseppe Scimone, criminale italiano (Aversa, n. 1945 - Roma, † 2007)
- Giuseppe Zangara, criminale italiano (Ferruzzano, n. 1900 - Raiford, † 1933)

## Critici d'arte(2)
- Giuseppe Marchiori, critico d'arte italiano (Lendinara, n. 1901 - Lendinara, † 1982)
- Giuseppe Mazzotti, critico d'arte, scrittore e saggista italiano (Treviso, n. 1907 - Treviso, † 1981)

## Critici letterari(18)
- Giuseppe Amoroso, critico letterario e storico della letteratura italiano (Brescia, n. 1935 - Messina, † 2024)
- Rolando Anzilotti, critico letterario, politico e partigiano italiano (Pescia, n. 1919 - Pescia, † 1982)
- Giuseppe Baretti, critico letterario, traduttore e poeta italiano (Torino, n. 1719 - Londra, † 1789)
- Giuseppe Citanna, critico letterario italiano (Limbadi, n. 1890 - Trieste, † 1978)
- Giuseppe Cottone, critico letterario e poeta italiano (Alcamo, n. 1905 - Palermo, † 2009)
- Giuseppe De Robertis, critico letterario italiano (Matera, n. 1888 - Firenze, † 1963)
- Giuseppe Saverio Gargano, critico letterario italiano (Napoli, n. 1859 - Firenze, † 1930)
- Giuseppe Giacalone, critico letterario e scrittore italiano (Marsala, n. 1918 - Perugia, † 2006)
- Giuseppe Langella, critico letterario e poeta italiano (Loreto, n. 1952)
- Giuseppe Lesca, critico letterario, poeta e letterato italiano (San Benedetto del Tronto, n. 1865 - Calasco Valle Anzasca, † 1944)
- Giuseppe Lipparini, critico letterario, poeta e scrittore italiano (Bologna, n. 1877 - Bologna, † 1951)
- Giuseppe Marchetti, critico letterario e giornalista italiano (San Felice sul Panaro, n. 1934 - Parma, † 2021)
- Giuseppe Morpurgo, critico letterario italiano (Ancona, n. 1887 - Torino, † 1967)
- Giuseppe Ortolani, critico letterario italiano (Feltre, n. 1872 - Feltre, † 1958)
- Giuseppe Papponetti, critico letterario e filologo italiano (Sulmona, n. 1945 - L'Aquila, † 2012)
- Giuseppe Petronio, critico letterario e storico della letteratura italiano (Marano di Napoli, n. 1909 - Roma, † 2003)
- Giuseppe Toffanin, critico letterario e scrittore italiano (Padova, n. 1891 - Padova, † 1980)
- Giuseppe Zaccaria, critico letterario italiano (Nole, n. 1947)

## Curatori editoriali(1)
- Giuseppe Lippi, curatore editoriale, scrittore e traduttore italiano (Stella Cilento, n. 1953 - Pavia, † 2018)

## Danzatori(3)
- Giuseppe Giofrè, ballerino, coreografo e cantante italiano (Gioia Tauro, n. 1993)
- Giuseppe Guarino, ballerino, regista e sceneggiatore italiano (Alessandria d'Egitto, n. 1885 - Roma, † 1963)
- Giuseppe Urbani, danzatore e coreografo italiano (Roma, n. 1928 - Roma, † 2007)

## Designer(1)
- Giuseppe Raimondi, designer italiano (Fiume, n. 1941 - Lampedusa, † 1997)

## Diplomatici(16)
- Giuseppe Baldocci, diplomatico italiano (Tunisi, n. 1937 - Roma, † 2016)
- Giuseppe Beccadelli di Bologna, diplomatico e politico italiano (Palermo, n. 1726 - Palermo, † 1813)
- Giuseppe Biondelli, diplomatico, saggista e ufficiale italiano (Pesaro, n. 1890 - Brescia, † 1972)
- Giuseppe Maria Caranza, diplomatico italiano (Levanto, n. 1675 - Napoli, † 1731)
- Giuseppe Colli di Felizzano, diplomatico italiano (Saluzzo, n. 1870 - Rapallo, † 1937)
- Giuseppe De Michelis, diplomatico e politico italiano (Pistoia, n. 1872 - Roma, † 1951)
- Giovanni Gallina, diplomatico e politico italiano (Torino, n. 1852 - Torino, † 1936)
- Giuseppe Gentile, diplomatico e politico italiano (Sant'Agata di Militello, n. 1879 - Roma, † 1955)
- Giuseppe Callisto Gentili, diplomatico e abate italiano (Carassai, n. 1703 - Austria, † 1776)
- Giuseppe Griffoli, diplomatico italiano (Lucignano, n. 1792 - Lucignano, † 1877)
- Giuseppe Nasi, diplomatico portoghese (Lisbona, n. 1524 - Costantinopoli, † 1579)
- Giuseppe Panocchia, diplomatico italiano (Roma, n. 1939)
- Giuseppe Renzetti, diplomatico e militare italiano (Ascoli Piceno, n. 1891 - Castellina Marittima, † 1953)
- Giuseppe Salvago Raggi, diplomatico italiano (Genova, n. 1866 - Molare, † 1946)
- Giuseppe Scognamiglio, diplomatico e imprenditore italiano (Napoli, n. 1963)
- Giuseppe Tornielli Brusati di Vergano, diplomatico e politico italiano (Novara, n. 1836 - Parigi, † 1908)

## Direttori d'orchestra(11)
- Giuseppe Antonicelli, direttore d'orchestra italiano (Castrovillari, n. 1897 - † 1980)
- Giuseppe Bellisario, direttore d'orchestra, compositore e pianista italiano (Licata, n. 1902 - Ispica, † 1973)
- Pippo Caruso, direttore d'orchestra, arrangiatore e compositore italiano (Belpasso, n. 1935 - Fara in Sabina, † 2018)
- Giuseppe Chielli, direttore d'orchestra italiano (Noci, n. 1924 - Noci, † 2003)
- Giuseppe Lanzetta, direttore d'orchestra italiano (Montecorvino Rovella)
- Giuseppe Patanè, direttore d'orchestra italiano (Napoli, n. 1932 - Monaco di Baviera, † 1989)
- Giuseppe Podestà, direttore d'orchestra italiano (Parma, n. 1886 - Parma, † 1964)
- Pino Presti, direttore d'orchestra, arrangiatore e bassista italiano (Milano, n. 1943)
- Giuseppe Sinopoli, direttore d'orchestra, compositore e saggista italiano (Venezia, n. 1946 - Berlino, † 2001)
- Giuseppe Sturani, direttore d'orchestra italiano (Ancona, n. 1855 - Manhattan, † 1940)
- Giuseppe Vessicchio, direttore d'orchestra, arrangiatore e personaggio televisivo italiano (Napoli, n. 1956)

## Direttori della fotografia(8)
- Giuseppe Aquari, direttore della fotografia italiano (Roma, n. 1916 - Roma, † 1982)
- Giuseppe Lanci, direttore della fotografia italiano (Roma, n. 1942)
- Giuseppe Pignone, direttore della fotografia italiano (Vicenza, n. 1985)
- Giuseppe Pinori, direttore della fotografia italiano (Tagliacozzo, n. 1928 - Roma, † 2021)
- Giuseppe Rotunno, direttore della fotografia italiano (Roma, n. 1923 - Roma, † 2021)
- Giuseppe Ruzzolini, direttore della fotografia italiano (Roma, n. 1930 - Roma, † 2007)
- Angelo Scalenghe, direttore della fotografia italiano (Torino, n. 1888 - Torino, † 1916)
- Giuseppe Paolo Vitrotti, direttore della fotografia italiano (Torino, n. 1890 - Villa d'Adda, † 1974)

## Direttori di banda(1)
- Giuseppe Piantoni, direttore di banda e compositore italiano (Rimini, n. 1890 - Conversano, † 1950)

## Direttori di coro(1)
- Giuseppe Reggiori, direttore di coro, direttore d'orchestra e pianista italiano (Varese, n. 1964)

## Dirigenti d'azienda(17)
- Beppe Bigazzi, dirigente d'azienda, gastronomo e giornalista italiano (Terranuova Bracciolini, n. 1933 - Roma, † 2019)
- Giuseppe Bono, dirigente d'azienda italiano (Pizzoni, n. 1944 - † 2022)
- Giuseppe Bonomi, dirigente d'azienda, politico e dirigente pubblico italiano (Varese, n. 1958)
- Giuseppe Broglia, dirigente d'azienda e politico italiano (Verona, n. 1869 - Torino, † 1938)
- Giuseppe Camadini, dirigente d'azienda italiano (Brescia, n. 1931 - Brescia, † 2012)
- Giuseppe Cereda, dirigente d'azienda italiano (n. 1942)
- Giuseppe De André, dirigente d'azienda e imprenditore italiano (Torino, n. 1912 - Genova, † 1985)
- Giuseppe Feyles, dirigente d'azienda, autore televisivo e regista italiano (Torino, n. 1956)
- Giuseppe Luraghi, dirigente d'azienda italiano (Milano, n. 1905 - Milano, † 1991)
- Giuseppe Marotta, dirigente d'azienda e dirigente sportivo italiano (Siracusa, n. 1954)
- Giuseppe Menada, dirigente d'azienda italiano (Pecetto di Valenza, n. 1858 - Reggio Emilia, † 1931)
- Giuseppe Morelli, dirigente d'azienda, avvocato e politico italiano (San Miniato, n. 1879 - Busto Arsizio, † 1944)
- Giuseppe Orsi, dirigente d'azienda italiano (Guardamiglio, n. 1945)
- Giuseppe Perasso, dirigente d'azienda italiano (Chiavari, n. 1931)
- Giuseppe Recchi, dirigente d'azienda italiano (Napoli, n. 1964)
- Giuseppe Rossini, dirigente d'azienda italiano (Livorno, n. 1923 - Roma, † 2018)
- Giuseppe Vita, dirigente d'azienda italiano (Favara, n. 1935)

## Dirigenti pubblici(1)
- Giuseppe Decollanz, dirigente pubblico, educatore e scrittore italiano (Irsina, n. 1935 - Bari, † 2012)

## Dirigenti sportivi(31)
- Joe Barone, dirigente sportivo italiano (Pozzallo, n. 1966 - Milano, † 2024)
- Giuseppe Bonanno, dirigente sportivo e ex calciatore italiano (Messina, n. 1966)
- Giuseppe Brolis, dirigente sportivo italiano (Verdello, n. 1923 - Verdello, † 2005)
- Giuseppe Maria Butti, dirigente sportivo, ex calciatore e allenatore di calcio italiano (Lecco, n. 1963)
- Giuseppe Cerana, dirigente sportivo italiano (Busto Arsizio, n. 1904 - Busto Arsizio, † 1984)
- Giuseppe Colucci, dirigente sportivo e ex calciatore italiano (San Giovanni Rotondo, n. 1980)
- Giuseppe Corti, dirigente sportivo e ex calciatore italiano (Bergamo, n. 1957)
- Giuseppe Di Bari, dirigente sportivo e ex calciatore italiano (Manfredonia, n. 1969)
- Giuseppe Dossena, dirigente sportivo, allenatore di calcio e ex calciatore italiano (Milano, n. 1958)
- Giuseppe Favalli, dirigente sportivo, allenatore di calcio e ex calciatore italiano (Orzinuovi, n. 1972)
- Giuseppe Figliomeni, dirigente sportivo e ex calciatore italiano (Reggio Calabria, n. 1987)
- Giuseppe Giannini, dirigente sportivo, allenatore di calcio e ex calciatore italiano (Roma, n. 1964)
- Giuseppe Greco, dirigente sportivo e ex calciatore italiano (Galatina, n. 1958)
- Giuseppe Ingrosso, dirigente sportivo e ex calciatore italiano (Merine, n. 1982)
- Giuseppe Lanzoni, dirigente sportivo e ex ciclista su strada italiano (Imola, n. 1959)
- Giuseppe Lelj, dirigente sportivo, allenatore di calcio e ex calciatore italiano (Roseto degli Abruzzi, n. 1952)
- Giuseppe Marotta, dirigente sportivo italiano (Varese, n. 1957)
- Giuseppe Martinelli, dirigente sportivo e ex ciclista su strada italiano (Lodetto, n. 1955)
- Giuseppe Nicolini, dirigente sportivo sammarinese
- Giuseppe Palazzese, dirigente sportivo, allenatore di calcio e ex calciatore italiano (Notaresco, n. 1950)
- Giuseppe Pasquale, dirigente sportivo e produttore cinematografico italiano (Ferrara, n. 1907 - Bologna, † 1978)
- Giuseppe Pavone, dirigente sportivo e ex calciatore italiano (Barletta, n. 1950)
- Giuseppe Pedercini, dirigente sportivo italiano (Capurso, n. 1856 - Roma, † 1925)
- Joey Saputo, dirigente sportivo e imprenditore canadese (Montréal, n. 1964)
- Giuseppe Saronni, dirigente sportivo, ex ciclista su strada e pistard italiano (Novara, n. 1957)
- Giuseppe Taglialatela, dirigente sportivo, allenatore di calcio e ex calciatore italiano (Ischia, n. 1969)
- Giuseppe Ursino, dirigente sportivo italiano (Roccella Ionica, n. 1949)
- Giuseppe Valenzini, dirigente sportivo italiano (Trieste, n. 1881 - Padova, † 1955)
- Giuseppe Varetto, dirigente sportivo, arbitro di calcio e calciatore italiano (Torino, n. 1883 - Torino, † 1970)
- Giuseppe Venegoni, dirigente sportivo e arbitro di calcio italiano
- Giuseppe Volpecina, dirigente sportivo e ex calciatore italiano (Caserta, n. 1961)

## Disc jockey(2)
- Giuseppe Ottaviani, disc jockey e produttore discografico italiano (Viterbo, n. 1978)
- Joe T Vannelli, disc jockey, produttore discografico e conduttore radiofonico italiano (Taranto, n. 1959)

## Discoboli(2)
- Alberto Masprone, discobolo, allenatore di calcio e militare italiano (Poiano di Verona, n. 1884 - Milano, † 1964)
- Giuseppe Tosi, discobolo e attore italiano (Borgo Ticino, n. 1916 - Roma, † 1981)

## Disegnatori(4)
- Giuseppe Coco, disegnatore italiano (Biancavilla, n. 1936 - Biancavilla, † 2012)
- Giuseppe Maldarelli, disegnatore e pittore italiano (Napoli, n. 1885 - Napoli, † 1958)
- Giuseppe Scalarini, disegnatore italiano (Mantova, n. 1873 - Milano, † 1948)
- Giuseppe Viner, disegnatore, pittore e fotografo italiano (Seravezza, n. 1875 - Solaio, † 1925)

## Dogi(2)
- Giuseppe Maria Doria, doge (Genova, n. 1730 - Roma, † 1816)
- Giuseppe Lomellini, doge (Genova, n. 1723 - Genova, † 1803)

## Doppiatori(2)
- Giuseppe Calvetti, doppiatore italiano (Verona, n. 1962)
- Giuseppe Ippoliti, doppiatore italiano (Avezzano, n. 1980)

## Drammaturghi(8)
- Giuseppe Adami, drammaturgo, librettista e giornalista italiano (Verona, n. 1878 - Milano, † 1946)
- Giuseppe Bevilacqua, commediografo italiano (Vicenza, n. 1891 - Milano, † 1951)
- Giuseppe Cantagalli, commediografo italiano (Faenza, n. 1860 - Faenza, † 1926)
- Giuseppe Cencetti, commediografo e librettista italiano (Roma, n. 1809 - Bologna, † 1875)
- Giuseppe Costetti, drammaturgo italiano (Bologna, n. 1834 - Roma, † 1928)
- Giuseppe Di Leva, drammaturgo, scrittore e librettista italiano (Trento, n. 1944)
- Giuseppe Giacosa, drammaturgo, scrittore e librettista italiano (Colleretto Parella, n. 1847 - Colleretto Parella, † 1906)
- Giuseppe Giusti Sinopoli, drammaturgo italiano (Agira, n. 1866 - Roma, † 1923)

## Ebanisti(6)
- Giuseppe Gaetano Descalzi, ebanista italiano (Chiavari, n. 1767 - Chiavari, † 1855)
- Giuseppe da Soleto, ebanista e francescano italiano (Soleto)
- Giuseppe Maggiolini, ebanista italiano (Parabiago, n. 1738 - Parabiago, † 1814)
- Giuseppe Parvis, ebanista e scultore italiano (Breme, n. 1831 - Uboldo, † 1909)
- Giuseppe Rivadossi, ebanista e scultore italiano (Nave, n. 1935)
- Giuseppe Squillante, ebanista italiano (Sarno, n. 1867 - Napoli, † 1942)

## Ebraisti(1)
- Giuseppe Veltri, ebraista italiano (San Giovanni in Fiore, n. 1958)

## Economisti(17)
- Giuseppe Barbero, economista e sociologo italiano (Dronero, n. 1927)
- Giuseppe Ciccarone, economista italiano (Roma, n. 1960)
- Giuseppe Maria Galanti, economista, storico e politico italiano (Santa Croce di Morcone, n. 1743 - Napoli, † 1806)
- Giuseppe Majorana, economista, statistico e politico italiano (Catania, n. 1863 - Catania, † 1940)
- Giuseppe Medici, economista e politico italiano (Sassuolo, n. 1907 - Roma, † 2000)
- Giuseppe Orlando, economista italiano (Brindisi, n. 1915 - Milano, † 1986)
- Giuseppe Orlando, economista e politico italiano (Gaeta, n. 1918 - Gaeta, † 1992)
- Giuseppe Palladino, economista italiano (Monte Sant'Angelo, n. 1908 - Roma, † 1994)
- Giuseppe Palmieri, economista italiano (Martignano, n. 1721 - Napoli, † 1793)
- Giuseppe Palomba, economista italiano (San Nicola la Strada, n. 1908 - Napoli, † 1986)
- Giuseppe Ugo Papi, economista italiano (Capua, n. 1893 - Roma, † 1989)
- Giuseppe Pisauro, economista italiano (Roma, n. 1955)
- Giuseppe Prato, economista e storico italiano (Torino, n. 1873 - Torino, † 1928)
- Giuseppe Ricca Salerno, economista italiano (San Fratello, n. 1849 - San Fratello, † 1912)
- Giuseppe Richeri, economista italiano (Finale Ligure, n. 1944)
- Giuseppe Sacco, economista e saggista italiano (Napoli, n. 1938)
- Giuseppe Toniolo, economista e sociologo italiano (Treviso, n. 1845 - Pisa, † 1918)

## Editori(10)
- Giuseppe Alinari, editore e fotografo italiano (Firenze, n. 1836 - Firenze, † 1890)
- Giuseppe Allegrini, editore, tipografo e incisore italiano (Firenze)
- Giuseppe Belotti, editore e politico italiano (Trescore Balneario, n. 1908 - Bergamo, † 2005)
- Giuseppe Cacchi, editore e tipografo italiano (L'Aquila - Napoli, † 1593)
- Giuseppe Caregaro, editore e fumettista italiano (Verona, n. 1902 - † 1963)
- Giuseppe Monnanni, editore, scrittore e anarchico italiano (Arezzo, n. 1887 - Milano, † 1952)
- Giuseppe Laterza, editore italiano (Bari, n. 1957)
- Giuseppe Lisciani, editore, scrittore e pedagogista italiano (Notaresco, n. 1940 - Mosciano Sant'Angelo, † 2022)
- Giuseppe Sala, editore italiano (forse Venezia - forse Venezia, † 1727)
- Giuseppe Vallardi, editore e tipografo italiano (Milano, n. 1784 - Milano, † 1861)

## Educatori(4)
- Giuseppe Botero, educatore e scrittore italiano (Novara, n. 1815 - Italia settentrionale, † 1885)
- Giuseppe Sacchi, educatore, pedagogista e giurista italiano (Milano, n. 1804 - Milano, † 1891)
- Giuseppe Stammati, educatore e saggista italiano (Napoli, n. 1916 - Grosseto, † 1985)
- Giuseppe Taverna, educatore e religioso italiano (Piacenza, n. 1764 - Piacenza, † 1850)

## Egittologi(1)
- Giuseppe Botti, egittologo e papirologo italiano (Vanzone con San Carlo, n. 1889 - Firenze, † 1968)

## Enigmisti(1)
- Giuseppe Airoldi, enigmista e giornalista italiano (Lecco, n. 1861 - Lecco, † 1913)

## Enologi(2)
- Giuseppe Martelli, enologo italiano (Galliate, n. 1950)
- Giuseppe Vaccarini, enologo italiano (Miradolo Terme, n. 1952)

## Entomologi(1)
- Giuseppe Salvatore Candura, entomologo italiano (Barrafranca, n. 1899 - Cosenza, † 1973)

## Esploratori(3)
- Giuseppe Acerbi, esploratore, scrittore e archeologo italiano (Castel Goffredo, n. 1773 - Castel Goffredo, † 1846)
- Giuseppe Candeo, esploratore italiano (Noale, n. 1859 - † 1899)
- Giuseppe Vigoni, esploratore, geografo e politico italiano (Sesto San Giovanni, n. 1846 - Milano, † 1914)

## Etnografi(1)
- Giuseppe Bellucci, etnografo, paleontologo e chimico italiano (Perugia, n. 1844 - Perugia, † 1921)

## Etnologi(2)
- Giuseppe Bellosi, etnologo, glottologo e poeta italiano (Maiano Nuovo di Fusignano, n. 1954)
- Giuseppe Bonomo, etnologo italiano (Palermo, n. 1923 - Palermo, † 2006)

## Etruscologi(1)
- Giuseppe Sassatelli, etruscologo e archeologo italiano (Pianoro, n. 1947)

## Fantini(18)
- Giuseppe Amaddii, fantino italiano (Siena)
- Giuseppe Maria Bartaletti, fantino italiano (Pistoia)
- Giuseppe Brecchi, fantino italiano (Siena, n. 1759)
- Giuseppe Buoni, fantino italiano (Siena, n. 1825 - Siena, † 1874)
- Giuseppe Butelli, fantino italiano (Vescovado di Murlo, n. 1742)
- Giuseppe Chiarini, fantino italiano (Siena, n. 1775 - Siena, † 1825)
- Giuseppe Fontanelli, fantino italiano (Siena, n. 1738)
- Giuseppe Galardi, fantino italiano (Siena, n. 1672 - Siena, † 1711)
- Giuseppe Gentili, fantino italiano (Manziana, n. 1917 - Perugia, † 1978)
- Giuseppe Marraghini, fantino italiano (Montevarchi, n. 1822 - Montevarchi, † 1856)
- Giuseppe Menghetti, fantino italiano (Empoli, n. 1784 - Empoli, † 1806)
- Giuseppe Paoli, fantino italiano (Pitigliano, n. 1839 - Pitigliano, † 1880)
- Giuseppe Pes, fantino italiano (Asciano, n. 1963)
- Giuseppe Pistoi, fantino italiano (Buonconvento, n. 1701 - Siena, † 1793)
- Giuseppe Rabazzi, fantino italiano (Siena, n. 1715 - Siena, † 1791)
- Giuseppe Straccali, fantino italiano (Ponte d'Arbia, n. 1798 - Siena, † 1840)
- Giuseppe Vivenzio, fantino italiano (Lauro, n. 1939 - Roma, † 2021)
- Giuseppe Zedde, fantino italiano (Siena, n. 1982)

## Farmacisti(4)
- Giuseppe Candiani, farmacista e imprenditore italiano (Milano, n. 1830 - Milano, † 1910)
- Pinot Gallizio, farmacista e pittore italiano (Alba, n. 1902 - † 1964)
- Giuseppe Quatrosi, farmacista, pittore e botanico italiano
- Giuseppe Sgarbi, farmacista e scrittore italiano (Badia Polesine, n. 1921 - Ferrara, † 2018)

## Filantropi(2)
- Giuseppe Franchetti, filantropo e imprenditore italiano (Mantova, n. 1824 - Mantova, † 1903)
- Giuseppe Russi, filantropo italiano (Venezia, n. 1867 - Ancona, † 1940)

## Filologi(15)
- Giuseppe Albini, filologo classico, latinista e politico italiano (Bologna, n. 1863 - Bologna, † 1933)
- Giuseppe Billanovich, filologo, critico letterario e italianista italiano (Cittadella, n. 1913 - Padova, † 2000)
- Giuseppe Ferraro, filologo italiano (Carpeneto, n. 1845 - Massa, † 1907)
- Giuseppe Fraccaroli, filologo classico, grecista e traduttore italiano (Verona, n. 1849 - Milano, † 1918)
- Giuseppe Mazzatinti, filologo, bibliografo e bibliotecario italiano (Gubbio, n. 1855 - Forlì, † 1906)
- Giuseppe Meini, filologo italiano (Firenze, n. 1810 - † 1889)
- Giuseppe Morelli, filologo classico italiano (Tivoli, n. 1925 - Roma, † 2014)
- Giuseppe Pacella, filologo classico e saggista italiano (Casarano, n. 1920 - Pisa, † 1995)
- Giuseppe Piergili, filologo e biografo italiano (Cingoli, n. 1843 - Roma, † 1935)
- Giuseppe Pompella, filologo classico e grecista italiano (Trentola-Ducenta, n. 1932 - Roma, † 2009)
- Giuseppe Rigutini, filologo e lessicografo italiano (Lucignano, n. 1829 - Firenze, † 1903)
- Giuseppe Edoardo Sansone, filologo italiano (Ascoli Piceno, n. 1925 - Roma, † 2003)
- Giuseppe Tavani, filologo italiano (Roma, n. 1924 - † 2019)
- Giuseppe Trischitta, filologo, storico e poeta italiano (Messina, n. 1855 - Furci Siculo, † 1931)
- Giuseppe Vandelli, filologo, italianista e critico letterario italiano (Modena, n. 1865 - Modena, † 1937)

## Filosofi(26)
- Giuseppe Allievo, filosofo e pedagogista italiano (San Germano Vercellese, n. 1830 - Torino, † 1913)
- Giuseppe Amato Pojero, filosofo italiano (Palermo, n. 1863 - Palermo, † 1940)
- Giuseppe Bedeschi, filosofo italiano (Alfonsine, n. 1939)
- Giuseppe Brescia, filosofo italiano (Trani, n. 1945 - Andria, † 2020)
- Giuseppe Cacciatore, filosofo italiano (Salerno, n. 1945 - Salerno, † 2023)
- Giuseppe Carle, filosofo italiano (Chiusa di Pesio, n. 1845 - Torino, † 1917)
- Giuseppe Catalfamo, filosofo e pedagogista italiano (Catania, n. 1921 - Messina, † 1989)
- Giuseppe Colombo, filosofo italiano (Milano, n. 1950)
- Giuseppe Di Giacomo, filosofo e saggista italiano (Avola, n. 1945)
- Giuseppe Duso, filosofo italiano (Treviso, n. 1942)
- Giuseppe Faggin, filosofo, storico della filosofia e insegnante italiano (Isola Vicentina, n. 1906 - Vicenza, † 1995)
- Giuseppe Ferrari, filosofo, storico e politico italiano (Milano, n. 1811 - Roma, † 1876)
- Giuseppe Girgenti, filosofo italiano (Palermo, n. 1967)
- Giuseppe Giovanni Lanza del Vasto, filosofo, poeta e scrittore italiano (San Vito dei Normanni, n. 1901 - Elche de la Sierra, † 1981)
- Giuseppe Limone, filosofo e poeta italiano (Atella di Napoli, n. 1946)
- Giuseppe Panella, filosofo, saggista e poeta italiano (Benevento, n. 1955 - Pisa, † 2019)
- Giuseppe Prestipino, filosofo, sociologo e politico italiano (Gioiosa Marea, n. 1922 - Civitavecchia, † 2020)
- Giuseppe Rensi, filosofo, avvocato e antifascista italiano (Villafranca di Verona, n. 1871 - Genova, † 1941)
- Giuseppe Saitta, filosofo e storico della filosofia italiano (Gagliano Castelferrato, n. 1881 - Bologna, † 1965)
- Giuseppe Maria Sciacca, filosofo italiano (Messina, n. 1912 - Palermo, † 1995)
- Giuseppe Semerari, filosofo italiano (Taranto, n. 1922 - San Giovanni Rotondo, † 1996)
- Giuseppe Tarantino, filosofo italiano (Gravina in Puglia, n. 1857 - Gravina in Puglia, † 1950)
- Giuseppe Tarozzi, filosofo italiano (Torino, n. 1866 - Padova, † 1958)
- Giuseppe Vaccarino, filosofo italiano (Pace del Mela, n. 1919 - † 2016)
- Giuseppe Valletta, filosofo, avvocato e letterato italiano (Napoli, n. 1636 - Napoli, † 1714)
- Giuseppe Zamboni, filosofo e presbitero italiano (Verona, n. 1875 - Bosco Chiesanuova, † 1950)

## Fisarmonicisti(1)
- Peppino Principe, fisarmonicista italiano (Monte Sant'Angelo, n. 1927 - Fermo, † 2018)

## Fisici(17)
- Giuseppe Arcidiacono, fisico italiano (Acireale, n. 1927 - † 1998)
- Franco Bassani, fisico italiano (Milano, n. 1929 - Pisa, † 2008)
- Giuseppe Basso, fisico e matematico italiano (Chivasso, n. 1842 - Torino, † 1895)
- Giuseppe Belli, fisico e matematico italiano (Calasca, n. 1791 - Pavia, † 1860)
- Giuseppe Domenico Botto, fisico italiano (Moneglia, n. 1791 - Torino, † 1865)
- Giuseppe Cocconi, fisico italiano (Como, n. 1914 - Ginevra, † 2008)
- Giuseppe Demongeri, fisico italiano
- Giuseppe Gianfranceschi, fisico e presbitero italiano (Arcevia, n. 1875 - Roma, † 1934)
- Giuseppe Imbò, geofisico, sismologo e vulcanologo italiano (Procida, n. 1899 - Napoli, † 1980)
- Giuseppe Occhialini, fisico italiano (Fossombrone, n. 1907 - Parigi, † 1993)
- Giuseppe Pisati, fisico italiano (Pavia, n. 1842 - Roma, † 1891)
- Giuseppe Saverio Poli, fisico, naturalista e militare italiano (Molfetta, n. 1746 - Napoli, † 1825)
- Giuseppe Poloni, fisico italiano (Martinengo, n. 1851 - Martinengo, † 1887)
- Vittorio Silvestrini, fisico e scrittore italiano (Appiano sulla Strada del Vino, n. 1935 - Napoli, † 2024)
- Giuseppe Trautteur, fisico e scrittore italiano (Napoli, n. 1936)
- Giuseppe Vanni, fisico e inventore italiano (Albano Laziale, n. 1862 - Roma, † 1934)
- Giuseppe Vicentini, fisico e sismologo italiano (Ala, n. 1860 - Ala, † 1944)

## Fisiologi(3)
- Giuseppe Albini, fisiologo italiano (Milano, n. 1827 - Torino, † 1911)
- Giuseppe Oronzo Giannuzzi, fisiologo italiano (Altamura, n. 1838 - Siena, † 1876)
- Giuseppe La Grutta, fisiologo e medico italiano (Mazara del Vallo, n. 1927 - Palermo, † 2000)

## Flautisti(2)
- Giuseppe Gariboldi, flautista, compositore e direttore d'orchestra italiano (Macerata, n. 1833 - Castelraimondo, † 1905)
- Giuseppe Rabboni, flautista e compositore italiano (Cremona, n. 1800 - Varenna, † 1856)

## Fondisti(5)
- Giuseppe Ghedina, fondista italiano (Cortina d'Ampezzo, n. 1898 - Cortina d'Ampezzo, † 1986)
- Giuseppe Montello, fondista e biatleta italiano (Tolmezzo, n. 1992)
- Giuseppe Ploner, fondista italiano (Santa Cristina Valgardena, n. 1959)
- Giuseppe Puliè, ex fondista italiano (Auronzo di Cadore, n. 1964)
- Giuseppe Steiner, fondista italiano (Braies, n. 1929 - Braies, † 2007)

## Fotografi(13)
- Giuseppe Allegri, fotografo italiano (Brescia, n. 1814 - Brescia, † 1887)
- Giuseppe Brunner, fotografo italiano (Trento, n. 1871 - Trento, † 1951)
- Giuseppe Bruno, fotografo italiano (Capizzi, n. 1836 - Taormina, † 1904)
- Giuseppe Cavalli, fotografo italiano (Lucera, n. 1904 - Senigallia, † 1961)
- Giuseppe Felici, fotografo italiano (Cagli, n. 1839 - Roma, † 1923)
- Giuseppe Gabellone, fotografo e scultore italiano (Brindisi, n. 1973)
- Giuseppe Incorpora, fotografo italiano (Palermo, n. 1834 - Palermo, † 1914)
- Giuseppe Leone, fotografo italiano (Ragusa, n. 1936 - Ragusa, † 2024)
- Giuseppe Magrini, fotografo italiano (n. 1868 - † 1940)
- Pepi Merisio, fotografo e fotoreporter italiano (Caravaggio, n. 1931 - Bergamo, † 2021)
- Giuseppe Pessina, fotografo italiano (Lecco, n. 1879 - Cusano Milanino, † 1973)
- Giuseppe Pino, fotografo italiano (Milano, n. 1940 - Bellagio, † 2022)
- Giuseppe Wulz, fotografo italiano (Cave del Predil, n. 1843 - Trieste, † 1918)

## Francescani(3)
- Giuseppe La Napola da Trapani, francescano, filosofo e teologo italiano (Trapani, n. 1586 - Trapani, † 1649)
- Giuseppe Longhi, francescano italiano (Dolzago, n. 1694 - Canzo, † 1756)
- Giuseppe Paolucci, francescano e teorico della musica italiano (Siena, n. 1726 - † 1776)

## Francesisti(1)
- Giuseppe Scaraffia, francesista, saggista e conduttore televisivo italiano (Torino, n. 1950)

## Fumettisti(17)
- Giuseppe Barbati, fumettista italiano (Napoli, n. 1966 - Roma, † 2014)
- Giuseppe Camuncoli, fumettista italiano (Reggio Emilia, n. 1975)
- Giuseppe Dalla Santa, fumettista italiano (Venezia, n. 1950 - Venezia, † 2011)
- Giuseppe De Facendis, fumettista italiano (n. 1946)
- Giuseppe De Luca, fumettista italiano (Casarano, n. 1963)
- Giuseppe De Nardo, fumettista italiano (Napoli, n. 1958)
- Giuseppe Di Bernardo, fumettista italiano (Firenze, n. 1971)
- Peppe, fumettista italiano (Fossacesia, n. 1992)
- Giuseppe Franzella, fumettista italiano (Palermo, n. 1972)
- Giuseppe Manunta, fumettista italiano (Napoli, n. 1968)
- Giuseppe Matteoni, fumettista e illustratore italiano (Roma, n. 1969)
- Giuseppe Montanari, fumettista e illustratore italiano (San Giovanni in Persiceto, n. 1936 - † 2023)
- Giuseppe Palumbo, fumettista italiano (Matera, n. 1964)
- Giuseppe Perego, fumettista e illustratore italiano (Arcore, n. 1915 - Arcore, † 1996)
- Giuseppe Ramello, fumettista italiano (Asti, n. 1964)
- Bepi Vigna, fumettista, scrittore e regista italiano (Baunei, n. 1957)
- Pino Zac, fumettista, regista e animatore italiano (Trapani, n. 1930 - Fontecchio, † 1985)

## Funzionari(18)
- Giuseppe Francesco Blais, funzionario italiano (Exilles, n. 1823 - Susa, † 1889)
- Giuseppe Boerio, funzionario, magistrato e giurista italiano (Lendinara, n. 1754 - Venezia, † 1832)
- Giuseppe Boschi, prefetto e politico italiano (Vigone, n. 1810 - Torino, † 1891)
- Giuseppe Bringa, funzionario e ammiraglio bizantino († 965)
- Giuseppe Carlo Catalano, prefetto e politico italiano (Napoli, n. 1880 - Roma, † 1971)
- Giuseppe Celi, prefetto e politico italiano (Messina, n. 1879 - Messina, † 1946)
- Giuseppe Guadagnini, prefetto e politico italiano (Bologna, n. 1876 - Bologna, † 1966)
- Giuseppe Innocenti, funzionario e politico italiano (Roma, n. 1868 - Cascia, † 1949)
- Giuseppe Marioni, funzionario e politico italiano (Intra, n. 1787 - Torino, † 1861)
- Giuseppe Marzano, prefetto e politico italiano (Caserta, n. 1880)
- Giuseppe Mastromattei, prefetto italiano (Fabriano, n. 1897 - Roma, † 1986)
- Giuseppe Mormino, prefetto e politico italiano (Sutera, n. 1880 - Roma, † 1955)
- Giuseppe Pecoraro, funzionario italiano (Palma Campania, n. 1950)
- Giuseppe Salvia, funzionario italiano (Capri, n. 1943 - Napoli, † 1981)
- Giuseppe Sensales, prefetto e politico italiano (Palermo, n. 1831 - Roma, † 1902)
- Giuseppe Sorge, prefetto e storico italiano (Sutera, n. 1857 - Palermo, † 1937)
- Giuseppe Tirelli, prefetto e politico italiano (Modena, n. 1813 - Morrovalle, † 1887)
- Giuseppe de Fornari, funzionario e politico italiano (Sarzana, n. 1779 - Torino, † 1858)

## Genealogisti(1)
- Giuseppe Campanile, genealogista italiano (Teggiano - Napoli, † 1674)

## Genetisti(2)
- Giuseppe Novelli, genetista italiano (Rossano, n. 1959)
- Giuseppe Simoni, genetista italiano (Pavia, n. 1944)

## Geografi(8)
- Giuseppe Antonini, geografo italiano (Centola, n. 1683 - Giugliano, † 1765)
- Giuseppe Caraci, geografo e storico italiano (Firenze, n. 1893 - Roma, † 1970)
- Giuseppe Dalla Vedova, geografo italiano (Padova, n. 1834 - Roma, † 1919)
- Giuseppe De Lorenzo, geografo, geologo e politico italiano (Lagonegro, n. 1871 - Napoli, † 1957)
- Giuseppe Maria Giulietti, geografo e esploratore italiano (Casteggio, n. 1847 - Beilul, † 1881)
- Giuseppe Morandini, geografo italiano (Predazzo, n. 1907 - Padova, † 1969)
- Giuseppe Nangeroni, geografo italiano (Milano, n. 1892 - Milano, † 1987)
- Giuseppe Stefanini, geografo, geologo e paleontologo italiano (Firenze, n. 1882 - Orciatico, † 1938)

## Geologi(6)
- Giuseppe Checchia Rispoli, geologo e paleontologo italiano (San Severo, n. 1877 - Roma, † 1947)
- Giuseppe Marzari Pencati, geologo e botanico italiano (Vicenza, n. 1779 - Vicenza, † 1836)
- Giuseppe Mercalli, geologo, sismologo e vulcanologo italiano (Milano, n. 1850 - Napoli, † 1914)
- Giuseppe Ponzi, geologo e politico italiano (Roma, n. 1805 - Roma, † 1885)
- Giuseppe Recupero, geologo, storico e vulcanologo italiano (San Giovanni la Punta, n. 1720 - Catania, † 1778)
- Giuseppe Scarabelli, geologo, paleontologo e politico italiano (Imola, n. 1820 - Imola, † 1905)

## Germanisti(3)
- Giuseppe Antonio Borgese, germanista, giornalista e critico letterario italiano (Polizzi Generosa, n. 1882 - Fiesole, † 1952)
- Giuseppe Farese, germanista e traduttore italiano (Atripalda, n. 1933)
- Giuseppe Gabetti, germanista italiano (Dogliani, n. 1886 - Roma, † 1948)

## Gesuiti(6)
- Giuseppe Biancani, gesuita, matematico e astronomo italiano (Bologna, n. 1566 - Parma, † 1624)
- Giuseppe Maria Bozzoli, gesuita, traduttore e teologo italiano (San Martino dall'Argine, n. 1724 - San Martino dall'Argine, † 1811)
- Giuseppe Castiglione, gesuita, missionario e pittore italiano (Milano, n. 1688 - Pechino, † 1766)
- Giuseppe Messina, gesuita, storico delle religioni e orientalista italiano (San Cataldo, n. 1893 - Messina, † 1951)
- Giuseppe Antonio Patrignani, gesuita, poeta e drammaturgo italiano (Moltalboddo, n. 1659 - Roma, † 1733)
- Giuseppe Richa, gesuita e scrittore italiano (Torino, n. 1693 - Firenze, † 1761)

## Giavellottisti(1)
- Giuseppe Ivan Soffiato, ex giavellottista italiano (n. 1968)

## Ginecologi(1)
- Giuseppe Benagiano, ginecologo italiano (Roma, n. 1937)

## Ginnasti(2)
- Giuseppe Domenichelli, ginnasta italiano (Milano, n. 1877 - Bologna, † 1965)
- Giuseppe Paris, ginnasta italiano (Milano, n. 1895 - Merate, † 1968)

## Giocatori di baseball(3)
- Giuseppe Carelli, ex giocatore di baseball e allenatore di baseball italiano (Pescara, n. 1958)
- Giuseppe Mazzanti, ex giocatore di baseball italiano (Roma, n. 1983)
- Giuseppe Spinelli, ex giocatore di baseball italiano (Rimini, n. 1985)

## Giocatori di beach soccer(1)
- Giuseppe Soria, giocatore di beach soccer e calciatore italiano (Vasto, n. 1978)

## Giocatori di biliardo(1)
- Giuseppe Consagno, giocatore di biliardo italiano (Nocera Inferiore, n. 1953)

## Giocatori di calcio a 5(3)
- Giuseppe Mentasti, giocatore di calcio a 5 italiano (Poggibonsi, n. 1991)
- Giuseppe Micoli, giocatore di calcio a 5 italiano (Locorotondo, n. 1992)
- Giuseppe Vassallo, ex giocatore di calcio a 5 e allenatore di calcio a 5 italiano (Palermo, n. 1969)

## Giocatori di football americano(1)
- Giuseppe della Vecchia, giocatore di football americano italiano (n. 1994)

## Glottologi(2)
- Giuseppe Tommaso Gangale, glottologo, religioso e filosofo italiano (Cirò Marina, n. 1898 - Muralto, † 1978)
- Giuseppe Malagoli, glottologo italiano (Novellara, n. 1864 - Pisa, † 1947)

## Golfisti(1)
- Giuseppe Calì, golfista italiano (Mirano, n. 1952)

## Grecisti(1)
- Giuseppe Aurelio Privitera, grecista italiano (n. 1928)

## Guerriglieri(1)
- Giuseppe Cellini, guerrigliero italiano (Ripatransone, n. 1770 - Ripatransone, † 1817)

## Hockeisti su ghiaccio(2)
- Joe Busillo, ex hockeista su ghiaccio canadese (Toronto, n. 1970)
- Giuseppe Lorenzi, hockeista su ghiaccio italiano (Cortina d'Ampezzo, n. 1941 - Cortina d'Ampezzo, † 2022)

## Hockeisti su pista(2)
- Pino Marzella, ex hockeista su pista, allenatore di hockey su pista e dirigente sportivo italiano (Giovinazzo, n. 1961)
- Giuseppe Pessina, hockeista su pista italiano (Monza, n. 1940 - Monza, † 2025)

## Igienisti(1)
- Giuseppe Sanarelli, igienista e politico italiano (Monte San Savino, n. 1864 - Roma, † 1940)

## Illusionisti(2)
- Giucas Casella, illusionista e personaggio televisivo italiano (Termini Imerese, n. 1949)
- Giuseppe Leoni, illusionista italiano (Parè, n. 1778)

## Illustratori(5)
- Giuseppe Bacci, illustratore e pubblicitario italiano (Bologna, n. 1921 - Bologna, † 2018)
- Giuseppe Cappadonia, illustratore e fumettista italiano (Messina, n. 1888 - Spilimbergo, † 1978)
- Pino Dell'Orco, illustratore e pittore italiano (Roma, n. 1934 - Viterbo, † 2013)
- Giuseppe Festino, illustratore e disegnatore italiano (Castellammare di Stabia, n. 1943)
- Giuseppe Porcheddu, illustratore, ceramista e pittore italiano (Torino, n. 1898 - † 1947)

## Imperatori(2)
- Giuseppe I d'Asburgo, imperatore (Vienna, n. 1678 - Vienna, † 1711)
- Giuseppe II d'Asburgo-Lorena, imperatore (Vienna, n. 1741 - Vienna, † 1790)

## Impresari teatrali(3)
- Giuseppe Abatino, impresario teatrale italiano (Calatafimi, n. 1898 - Parigi, † 1936)
- Giuseppe Consul, impresario teatrale e mecenate italiano (Torino, † 1867)
- Giuseppe Jovinelli, impresario teatrale italiano (Caiazzo, n. 1866 - Roma, † 1924)

## Incisori(13)
- Giuseppe Asioli, incisore italiano (Correggio, n. 1783 - Correggio, † 1845)
- Giuseppe Enzo Baglioni, incisore e ingegnere italiano (Ferrara, n. 1884 - San Nicolò, † 1945)
- Giuseppe Ballanti, incisore italiano (Faenza, n. 1735 - Faenza, † 1824)
- Giuseppe Barberis, incisore italiano (Torino, n. 1840 - Milano, † 1917)
- Giuseppe Bosich, incisore e pittore italiano (Tempio Pausania, n. 1945 - Nuoro, † 2020)
- Giuseppe Capparoni, incisore, pittore e editore italiano (Roma - Roma, † 1879)
- Giuseppe Elena, incisore italiano (Codogno, n. 1801 - Milano, † 1867)
- Giuseppe Girometti, incisore italiano (Roma, n. 1780 - Roma, † 1851)
- Giuseppe Longhi, incisore italiano (Monza, n. 1766 - Milano, † 1831)
- Giuseppe Menabuoni, incisore e pittore italiano (Firenze, n. 1708 - Firenze, † 1748)
- Giuseppe Maria Mitelli, incisore italiano (Bologna, n. 1634 - † 1718)
- Giuseppe Pichler, incisore italiano (Roma, n. 1760 - Roma, † 1820)
- Giuseppe Vasi, incisore e architetto italiano (Corleone, n. 1710 - Roma, † 1782)

## Indologi(1)
- Giuseppe Turrini, indologo italiano (Avio, n. 1826 - Bologna, † 1899)

## Informatici(2)
- Giuseppe O. Longo, informatico e scrittore italiano (Forlì, n. 1941)
- Joy Marino, informatico italiano (Genova, n. 1952)

## Insegnanti(3)
- Giuseppe De-Botazzi, docente italiano
- Giuseppe Luongo, docente, geologo e politico italiano (Napoli, n. 1938)
- Giuseppe Maria Salvi Cristiani, insegnante e politico italiano (Prato, n. 1840 - Prato, † 1900)

## Inventori(8)
- Giuseppe Eugenio Balsamo, inventore e politico italiano (Lecce, n. 1829 - † 1901)
- Josip Belušić, inventore austro-ungarico (Zupanici, n. 1847 - Trieste, † 1905)
- Giuseppe Di Giugno, inventore e fisico italiano (Bengasi, n. 1937)
- Giuseppe Francini, inventore italiano (Roma, n. 1844 - Roma, † 1919)
- Giuseppe Murnigotti, inventore italiano (Martinengo, n. 1834 - Nizza, † 1903)
- Giuseppe Pino, inventore italiano (Chiampo, n. 1868 - Milano, † 1952)
- Giuseppe Ravizza, inventore italiano (Novara, n. 1811 - Livorno, † 1885)
- Giuseppe Zara, inventore italiano (Fermo, n. 1856 - San Remo, † 1915)

## Investigatori(1)
- Giuseppe Visco Gilardi, investigatore italiano (Verona, n. 1876 - Milano, † 1948)

## Judoka(2)
- Giuseppe Macrì, judoka italiano (Prato, n. 1958)
- Giuseppe Tommasi, ex judoka italiano (Torchiarolo, n. 1946)

## Kickboxer(1)
- Giuseppe Angelino, kickboxer italiano (n. 1996)

## Latinisti(5)
- Giuseppe Campanini, latinista italiano (Casteggio, n. 1864 - Lungavilla, † 1937)
- Giuseppe Carboni, latinista italiano (Ortezzano, n. 1856 - Roma, † 1929)
- Giuseppe Cugnoni, latinista, filologo e bibliotecario italiano (Roma, n. 1824 - Roma, † 1908)
- Giuseppe Rosati, latinista e filologo italiano (L'Aquila, n. 1927 - Massa, † 2005)
- Giuseppe Scarpat, latinista, biblista e editore italiano (Polcenigo, n. 1920 - Brescia, † 2008)

## Lessicografi(1)
- Giuseppe Furlanetto, lessicografo, filologo e epigrafista italiano (Padova, n. 1775 - Padova, † 1848)

## Letterati(22)
- Giuseppe Alaleona, letterato italiano (Macerata, n. 1670 - Padova, † 1749)
- Giuseppe Anceschi, letterato italiano (Scandiano, n. 1936 - Scandiano, † 2014)
- Mauro Bernardini, letterato e religioso italiano (Cutigliano, n. 1776 - Firenze, † 1844)
- Giuseppe Bertini, letterato, scrittore e compositore italiano (Palermo, n. 1759 - Palermo, † 1852)
- Giuseppe Bianchetti, letterato e politico italiano (Onigo, n. 1791 - Treviso, † 1872)
- Giuseppe Boffito, letterato, bibliografo e storico della scienza italiano (Gavi, n. 1869 - Firenze, † 1944)
- Giuseppe Borghi, letterato italiano (Bibbiena, n. 1790 - Roma, † 1847)
- Giuseppe Brambilla, letterato, patriota e giornalista italiano (Como, n. 1803 - Capiago Intimiano, † 1886)
- Giuseppe Campori, letterato, politico e storico dell'arte italiano (Modena, n. 1821 - Modena, † 1887)
- Giuseppe Cerini, letterato e giurista italiano (Solferino, n. 1738 - Milano, † 1779)
- Giuseppe Chiarini, letterato e critico letterario italiano (Arezzo, n. 1833 - Roma, † 1908)
- Giuseppe Aurelio Costanzo, letterato e poeta italiano (Melilli, n. 1843 - Roma, † 1913)
- Giuseppe Finzi, letterato italiano (Busseto, n. 1852 - † 1922)
- Giuseppe Maria Imbonati, letterato e mecenate italiano (Milano, n. 1688 - Milano, † 1768)
- Giuseppe Manuzzi, letterato italiano (Cesena, n. 1800 - Firenze, † 1876)
- Giuseppe Monico, letterato italiano (Riese, n. 1769 - Postioma, † 1829)
- Giuseppe Ignazio Montanari, letterato italiano (Bagnacavallo, n. 1801 - Osimo, † 1871)
- Giuseppe Urbano Pagani Cesa, letterato italiano (Belluno, n. 1757 - Venezia, † 1835)
- Giuseppe Pecis, letterato e scienziato italiano (Milano, n. 1716 - Cinisello, † 1799)
- Giuseppe Ricciardi, letterato, patriota e politico italiano (Napoli, n. 1808 - Napoli, † 1882)
- Giuseppe Ronchetti, letterato, storico e religioso italiano (Bergamo, n. 1752 - Nembro, † 1838)
- Giuseppe Fedele Vitale, letterato, medico e presbitero italiano (Gangi, n. 1734 - Gangi, † 1789)

## Librettisti(4)
- Giuseppe Checcherini, librettista italiano (Firenze, n. 1777 - Napoli, † 1840)
- Giuseppe Maria Foppa, librettista italiano (Venezia, n. 1760 - Venezia, † 1845)
- Giuseppe Palomba, librettista italiano
- Giuseppe Petrosellini, librettista italiano (Tarquinia, n. 1727 - Roma)

## Linguisti(7)
- Giuseppe Antonelli, linguista italiano (Arezzo, n. 1970)
- Giuseppe Francescato, linguista italiano (Udine, n. 1922 - Udine, † 2001)
- Giuseppe Pittano, linguista, giornalista e partigiano italiano (Casola Valsenio, n. 1921 - Bologna, † 1995)
- Giuseppe Ragazzini, linguista italiano (Modigliana, n. 1923 - Modigliana, † 2004)
- Giuseppe Carlo Rossi, linguista italiano (Corbetta, n. 1908 - Roma, † 1983)
- Giuseppe Savini, linguista italiano (Teramo, n. 1848 - Teramo, † 1904)
- Giuseppe Vidossi, linguista e glottologo italiano (Capodistria, n. 1878 - Torino, † 1969)

## Liutai(7)
- Giuseppe Di Mauro, liutaio italiano (Catania, n. 1932 - Parigi, † 2001)
- Giuseppe Fiorini, liutaio italiano (Bazzano, n. 1861 - Monaco di Baviera, † 1934)
- Giuseppe Giovanni Battista Guarneri, liutaio italiano (Cremona, n. 1666 - Cremona)
- Giuseppe Lecchi, liutaio italiano (Felizzano, n. 1895 - Genova, † 1967)
- Giuseppe Ornati, liutaio italiano (Albairate, n. 1887 - Milano, † 1965)
- Giuseppe Pedrazzini, liutaio italiano (Pizzighettone, n. 1879 - Milano, † 1957)
- Giuseppe Rocca, liutaio italiano (Barbaresco, n. 1807 - Genova, † 1865)

## Lottatori(5)
- Giuseppe Bognanni, lottatore italiano (Riesi, n. 1947)
- Giuseppe Colaianni, lottatore italiano (n. 1945)
- Giuseppe Giunta, ex lottatore italiano (Catania, n. 1973)
- Giuseppe Marcucci, ex lottatore italiano (Faenza, n. 1935)
- Giuseppe Vitucci, lottatore italiano (Bari, n. 1950 - Bari, † 2018)

## Maestri di scherma(1)
- Giuseppe Alongi, maestro di scherma e ex schermidore italiano (Mazara del Vallo, n. 1985)

## Mafiosi(49)
- Joe Aiello, mafioso italiano (Bagheria, n. 1890 - Chicago, † 1930)
- Giuseppe Alleruzzo, mafioso e collaboratore di giustizia italiano (Paternò, n. 1935 - Paternò, † 2019)
- Giuseppe Bellocco, mafioso italiano (Rosarno, n. 1948)
- Giuseppe Calderone, mafioso italiano (Catania, n. 1925 - Catania, † 1978)
- Giuseppe Calò, mafioso italiano (Palermo, n. 1931)
- Giuseppe Cataldo, mafioso italiano (Locri, n. 1938 - Locri, † 2011)
- Joseph Cerrito, mafioso italiano (Palermo, n. 1911 - San Jose, † 1978)
- Giuseppe Coluccio, mafioso italiano (Marina di Gioiosa Ionica, n. 1966)
- Giuseppe Commisso, mafioso italiano (Siderno, n. 1947)
- Giuseppe D'Agostino, mafioso italiano (Laureana di Borrello, n. 1967)
- Giuseppe De Stefano, mafioso italiano (Reggio Calabria, n. 1969)
- Giuseppe Dell'Aquila, mafioso italiano (Giugliano in Campania, n. 1962)
- Giuseppe Di Cristina, mafioso italiano (Riesi, n. 1923 - Palermo, † 1978)
- Giuseppe Falsone, mafioso italiano (Campobello di Licata, n. 1970)
- Giuseppe Farinella, mafioso italiano (San Mauro Castelverde, n. 1925 - Parma, † 2017)
- Giuseppe Flachi, mafioso italiano (Reggio Calabria, n. 1951 - Milano, † 2022)
- Joseph N. Gallo, mafioso statunitense (Hartford, n. 1912 - New York, † 1995)
- Giuseppe Giacomo Gambino, mafioso italiano (Palermo, n. 1941 - Milano, † 1996)
- Giuseppe Giorgi, mafioso italiano (San Luca, n. 1961)
- Giuseppe Grassonelli, mafioso italiano (Porto Empedocle, n. 1965)
- Giuseppe Graviano, mafioso italiano (Palermo, n. 1963)
- Giuseppe Greco, mafioso italiano (Palermo, n. 1952 - Palermo)
- Giuseppe Guttadauro, mafioso e chirurgo italiano (Bagheria, n. 1948)
- Giuseppe Iamonte, mafioso italiano (Melito di Porto Salvo, n. 1949 - Reggio Calabria, † 2019)
- Joseph Lanza, mafioso italiano (Palermo, n. 1904 - New York, † 1968)
- Giuseppe Lucchese, mafioso italiano (Palermo, n. 1958)
- Giuseppe Madonia, mafioso italiano (Vallelunga Pratameno, n. 1946)
- Giuseppe Madonia, mafioso italiano (Palermo, n. 1954)
- Joseph Magliocco, mafioso italiano (Portella di Mare, n. 1898 - West Islip, † 1963)
- Giuseppe Magliolo, mafioso italiano (Roma, n. 1948 - Roma, † 1981)
- Giuseppe Marchese, mafioso e collaboratore di giustizia italiano (Palermo, n. 1963)
- Giuseppe Misso, mafioso italiano (Napoli, n. 1947)
- Giuseppe Monticciolo, mafioso e collaboratore di giustizia italiano (San Giuseppe Jato, n. 1971)
- Giuseppe Morabito, mafioso italiano (Africo, n. 1934)
- Giuseppe Morello, mafioso italiano (Corleone, n. 1867 - New York, † 1930)
- Giuseppe Nirta, mafioso italiano (San Luca, n. 1940 - Parma, † 2023)
- Giuseppe Nirta, mafioso italiano (San Luca, n. 1913 - Bianco, † 1995)
- Giuseppe Olivieri, mafioso italiano (Pagani, n. 1946 - Cava de' Tirreni, † 1990)
- Giuseppe Palermo, mafioso italiano (Partanna, n. 1862)
- Giuseppe Pelle, mafioso italiano (San Luca, n. 1960)
- Giuseppe Piromalli, mafioso italiano (Gioia Tauro, n. 1921 - Gioia Tauro, † 2005)
- Giuseppe Piromalli, mafioso italiano (Gioia Tauro, n. 1945)
- Giuseppe Puca, mafioso italiano (Sant'Antimo, n. 1955 - Sant'Antimo, † 1989)
- Giuseppe Rogoli, mafioso italiano (Mesagne, n. 1946)
- Giuseppe Genco Russo, mafioso e politico italiano (Mussomeli, n. 1893 - Mussomeli, † 1976)
- Giuseppe Salvo, mafioso italiano (Catania, n. 1949)
- Giuseppe Setola, mafioso italiano (Santa Maria Capua Vetere, n. 1970)
- Joe Stracci, mafioso italiano (San Fratello, n. 1906 - New York, † 1984)
- Joseph Zerilli, mafioso italiano (Terrasini, n. 1897 - Detroit, † 1977)

## Magistrati(37)
- Giuseppe Ayala, ex magistrato e ex politico italiano (Caltanissetta, n. 1945)
- Giuseppe Bardari, magistrato e scrittore italiano (Pizzo, n. 1817 - † 1861)
- Giuseppe Borrè, magistrato italiano (La Spezia, n. 1932 - Genova, † 1997)
- Giuseppe Borsani, magistrato e politico italiano (Parma, n. 1812 - Roma, † 1886)
- Giuseppe Borzellino, magistrato italiano (Palermo, n. 1923 - Bologna, † 2000)
- Giuseppe Chiaravalloti, magistrato e politico italiano (Satriano, n. 1934 - Catanzaro, † 2025)
- Giuseppe Chiarelli, magistrato italiano (Martina Franca, n. 1904 - Roma, † 1978)
- Giuseppe De Marinis, magistrato e politico italiano (Sala Consilina, n. 1832 - Napoli, † 1911)
- Giuseppe Salvatore De Santis, magistrato e politico italiano
- Giuseppe Di Menza, magistrato italiano (Gela, n. 1822 - Palermo, † 1896)
- Giuseppe Facchinetti Pulazzini, magistrato e politico italiano (Rimini, n. 1862 - Città di Castello, † 1952)
- Giuseppe Fagiolari, magistrato e politico italiano (Perugia, n. 1875 - Roma, † 1950)
- Giuseppe Ferrari, magistrato e giurista italiano (Rossano, n. 1912 - Roma, † 1999)
- Giuseppe Ferrigni, magistrato e politico italiano (Napoli, n. 1797 - Torino, † 1864)
- Giuseppe Garrone, magistrato e militare italiano (Vercelli, n. 1886 - Col della Berretta, † 1917)
- Giuseppe Gromo di Ternengo, magistrato e politico italiano (Biella, n. 1776 - Torino, † 1851)
- Giuseppe Jacquemoud, magistrato e politico italiano (Chambéry, n. 1802 - Chambéry, † 1863)
- Giuseppe Lampis, magistrato italiano (Sanluri, n. 1886 - Roma, † 1956)
- Giuseppe Lauria, magistrato e politico italiano (Napoli, n. 1805 - Napoli, † 1879)
- Giuseppe Lezza, magistrato e politico italiano (Taranto, n. 1941)
- Giuseppe Majelli, magistrato e politico italiano (Siracusa, n. 1827 - Palermo, † 1914)
- Giuseppe Manfredi, magistrato, politico e patriota italiano (Cortemaggiore, n. 1828 - Roma, † 1918)
- Giuseppe Manno, magistrato, politico e storico italiano (Alghero, n. 1786 - Torino, † 1868)
- Giuseppe Martino, magistrato e politico italiano (Ceglie del Campo, n. 1851 - Roma, † 1933)
- Giuseppe Mifsud Bonnici, magistrato e giurista maltese (Cospicua, n. 1930 - † 2019)
- Giuseppe Miraglia, magistrato e politico italiano (Cosenza, n. 1816 - Napoli, † 1901)
- Giuseppe Musio, magistrato e politico italiano (Bitti, n. 1797 - Roma, † 1876)
- Giuseppe Pagano, magistrato italiano (Palermo, n. 1877 - Roma, † 1967)
- Giuseppe Pignatone, ex magistrato italiano (Caltanissetta, n. 1949)
- Giuseppe Resti Ferrari, magistrato e politico italiano (Milano, n. 1832 - Rolo, † 1908)
- Giuseppe Sappa, magistrato e politico italiano (Torino, n. 1803 - Roma, † 1873)
- Giuseppe Stara, magistrato e politico italiano (Caresanablot, n. 1795 - Torino, † 1877)
- Giuseppe Taglietti, magistrato e politico italiano (Asti, n. 1841 - Torino, † 1920)
- Giuseppe Triani, magistrato, avvocato e politico italiano (Modena, n. 1842 - Modena, † 1917)
- Giuseppe Varriale, magistrato e politico italiano (Napoli, n. 1883 - † 1966)
- Giuseppe Verzì, magistrato italiano (Marsala, n. 1895)
- Giuseppe Viola, magistrato e dirigente sportivo italiano (Bova, n. 1930 - Reggio Calabria, † 2021)

## Maratoneti(2)
- Giuseppe Ferrera, maratoneta italiano (Baio Dora, n. 1905 - Borgofranco d'Ivrea, † 1964)
- Rino Lavelli, maratoneta e mezzofondista italiano (Ponteranica, n. 1928)

## Marciatori(4)
- Giuseppe De Gaetano, ex marciatore italiano (Padova, n. 1966)
- Giuseppe Gobbato, marciatore italiano (Voghera, n. 1904 - Città del Capo, † 1990)
- Giuseppe Kressevich, marciatore italiano (Trieste, n. 1916 - Trieste, † 1994)
- Giuseppe Malaspina, marciatore e allenatore di atletica leggera italiano (Genova, n. 1910 - † 1982)

## Matematici(41)
- Giuseppe Albeggiani, matematico italiano (Palermo, n. 1818 - Palermo, † 1892)
- Giuseppe Avanzini, matematico e fisico italiano (Gaino di Toscolano Maderno, n. 1753 - Padova, † 1827)
- Giuseppe Avondo Bodino, matematico italiano (Villa del Bosco, n. 1920 - Milano, † 1982)
- Giuseppe Bagnera, matematico italiano (Bagheria, n. 1865 - Roma, † 1927)
- Giuseppe Bardelli, matematico e politico italiano (Sedriano, n. 1837 - Milano, † 1908)
- Giuseppe Bartolozzi, matematico italiano (Grammichele, n. 1905 - Palermo, † 1982)
- Giuseppe Battaglini, matematico italiano (Napoli, n. 1826 - Napoli, † 1894)
- Giuseppe Bruno, matematico italiano (Mondovì, n. 1828 - Torino, † 1893)
- Giuseppe Cerboni, matematico italiano (Marciana Marina, n. 1827 - Porto Azzurro, † 1917)
- Giuseppe Ciacchi, matematico italiano (Firenze)
- Giuseppe Ciscato, matematico e astronomo italiano (Malo, n. 1860 - Padova, † 1908)
- Giuseppe Colombo, matematico, fisico e ingegnere italiano (Padova, n. 1920 - Padova, † 1984)
- Giuseppe Da Prato, matematico italiano (La Spezia, n. 1936 - Pisa, † 2023)
- Giuseppe De Peretti, matematico italiano
- Giuseppe Doveri, matematico e filantropo italiano (Siena, n. 1792 - Livorno, † 1857)
- Giuseppe Alessandro Favaro, matematico e astronomo italiano (Revine Lago, n. 1876 - Revine Lago, † 1961)
- Giuseppe Maria Figatelli, matematico e religioso italiano (Casumaro, n. 1611 - Mirandola, † 1682)
- Giuseppe Gherardelli, matematico italiano (Firenze, n. 1894 - Firenze, † 1944)
- Giuseppe Grioli, matematico e fisico italiano (Messina, n. 1912 - Messina, † 2015)
- Giuseppe Jacopini, matematico italiano (Genova, n. 1936 - Roma, † 2001)
- Giuseppe Jung, matematico italiano (Milano, n. 1845 - Milano, † 1926)
- Joseph-Louis Lagrange, matematico e astronomo italiano (Torino, n. 1736 - Parigi, † 1813)
- Giuseppe Lauricella, matematico e fisico italiano (Agrigento, n. 1867 - Catania, † 1913)
- Giuseppe Marletta, matematico italiano (Catania, n. 1878 - Catania, † 1944)
- Giuseppe Mingione, matematico italiano (Caserta, n. 1972)
- Giuseppe Palamà, matematico italiano (Sogliano Cavour, n. 1888 - † 1959)
- Giuseppe Peano, matematico, logico e glottoteta italiano (Spinetta di Cuneo, n. 1858 - Cavoretto, † 1932)
- Giuseppe Pompilj, matematico e statistico italiano (Roma, n. 1913 - Roma, † 1968)
- Giuseppe Scorza Dragoni, matematico italiano (Palermo, n. 1908 - Padova, † 1996)
- Giuseppe Suzzi, matematico e religioso italiano (Ragogna, n. 1701 - Venezia, † 1764)
- Giuseppe Tacchella, matematico italiano (Montoggio, n. 1892 - Genova, † 1935)
- Giuseppe Tallini, matematico italiano (Formia, n. 1930 - Roma, † 1995)
- Giuseppe Tomassini, matematico italiano (Roma, n. 1938)
- Giuseppe Torelli, matematico e letterato italiano (Verona, n. 1721 - Verona, † 1781)
- Giuseppe Unicorno, matematico italiano (Bergamo, n. 1523 - Bergamo)
- Giuseppe Vaccaro, matematico italiano (Casteltermini, n. 1917 - Roma, † 2004)
- Giuseppe Vergani, matematico e scrittore italiano
- Giuseppe Veronese, matematico italiano (Chioggia, n. 1854 - Padova, † 1917)
- Giuseppe Vitali, matematico italiano (Ravenna, n. 1875 - Bologna, † 1932)
- Giuseppe Zurria, matematico italiano (Catania, n. 1810 - Catania, † 1896)
- Giuseppe Zwirner, matematico e antifascista italiano (Ospedaletto Euganeo, n. 1904 - Padova, † 1979)

## Mecenati(1)
- Giuseppe Rondinini, mecenate italiano (n. 1725 - Castel Bolognese, † 1801)

## Medaglisti(4)
- Giuseppe Cerbara, medaglista italiano (Roma, n. 1770 - Roma, † 1856)
- Giuseppe Ferraris, medaglista e incisore italiano (Torino, n. 1791 - † 1869)
- Giuseppe Merighi, medaglista, scultore e pittore italiano (Carpi, n. 1930 - Carpi, † 2008)
- Giuseppe Romagnoli, medaglista e scultore italiano (Bologna, n. 1872 - Roma, † 1966)

## Medievisti(1)
- Giuseppe Meloni, medievista italiano (Cagliari, n. 1947)

## Mercanti(1)
- Giuseppe Maria Francesco Vigo, mercante italiano (Mondovì, n. 1747 - Vincennes, † 1836)

## Mercanti d'arte(1)
- Giuseppe Sangiorgi, mercante d'arte italiano (Massa Lombarda, n. 1850 - Roma, † 1928)

## Mezzofondisti(5)
- Giuseppe Ardizzone, ex mezzofondista italiano (Catania, n. 1947)
- Giuseppe Beviacqua, mezzofondista italiano (Savona, n. 1914 - Savona, † 1999)
- Giuseppe Cindolo, ex mezzofondista e maratoneta italiano (Avellino, n. 1945)
- Giuseppe D'Urso, ex mezzofondista italiano (Catania, n. 1969)
- Giuseppe Lippi, mezzofondista italiano (Firenze, n. 1904 - Firenze, † 1978)

## Mineralogisti(1)
- Giuseppe Schiavinato, mineralogista e politico italiano (Padova, n. 1915 - Milano, † 1996)

## Miniatori(1)
- Giuseppe Rivelli, miniatore italiano (Cremona)

## Missionari(7)
- Giuseppe Berton, missionario italiano (Marostica, n. 1932 - Parma, † 2013)
- Giuseppe Caramazza, missionario italiano (Verona, n. 1960)
- Giuseppe Chiara, missionario italiano (Chiusa Sclafani, n. 1602 - Edo, † 1685)
- Giuseppe Ohrwalder, missionario italiano (Lana, n. 1856 - Omdurman, † 1913)
- Giuseppe Petrelli, missionario italiano (Noepoli, n. 1876 - Belleville, † 1957)
- Giuseppe Rosati, missionario e vescovo cattolico italiano (Sora, n. 1789 - Roma, † 1843)
- Giuseppe Sapeto, missionario e esploratore italiano (Carcare, n. 1811 - Genova, † 1895)

## Monaci cristiani(4)
- Giuseppe l'Innografo, monaco cristiano bizantino (Siracusa, n. 816 - Costantinopoli, † 886)
- Giuseppe di Volokolamsk, monaco cristiano e religioso russo (n. 1440 - † 1515)
- Giuseppe Nuvolo, monaco cristiano e architetto italiano (Napoli, n. 1570 - Napoli, † 1643)
- Giuseppe Vella, monaco cristiano e falsario maltese (Malta, n. 1749 - Mezzomonreale, † 1814)

## Montatori(2)
- Giuseppe Fatigati, montatore, produttore cinematografico e regista italiano (Terracina, n. 1906 - Roma, † 1975)
- Giuseppe Trepiccione, montatore italiano (Caserta, n. 1976)

## Musicisti(22)
- Giuseppe Allevi, musicista italiano (Piacenza, n. 1603 - Piacenza, † 1670)
- Giuseppe Anedda, musicista e mandolinista italiano (Cagliari, n. 1912 - Cagliari, † 1997)
- Baffo Banfi, musicista e compositore italiano (Lecco, n. 1954)
- Giuseppe Bonavolontà, musicista, compositore e paroliere italiano (Marigliano, n. 1886 - Roma, † 1957)
- Giuseppe Cairati, musicista e direttore d'orchestra italiano (Milano, n. 1845 - Milano, † 1915)
- Giuseppe Cantoni, musicista italiano (Lentigione di Brescello, n. 1841 - Casale di Mezzani, † 1909)
- Beppe Cardile, musicista, cantautore e chitarrista italiano (Firenze, n. 1942)
- Beppe Dati, musicista, paroliere e compositore italiano (Camaiore, n. 1950)
- Bepi De Marzi, musicista, compositore e direttore di coro italiano (Arzignano, n. 1935)
- Giuseppe Donati, musicista italiano (Budrio, n. 1836 - Milano, † 1925)
- Giuseppe Emmanuele, musicista, compositore e arrangiatore italiana (Caserta, n. 1957)
- Giuseppe Ferlendis, musicista e compositore italiano (Bergamo, n. 1755 - Lisbona, † 1810)
- Giuseppe Maria Festa, musicista italiano (Trani, n. 1771 - Napoli, † 1839)
- Giuseppe Fragomeni, musicista italiano (Siderno, n. 1923 - † 1997)
- Giuseppe Gabusi, musicista e inventore italiano (Bologna, n. 1843 - Bologna, † 1906)
- Giuseppe Geremia, musicista e compositore italiano (Catania, n. 1732 - Catania, † 1814)
- Kaballà, musicista e cantautore italiano (Caltagirone, n. 1953)
- Giuseppe de Porcaris, musicista italiano (Altamura, n. 1698 - † 1772)
- Marco Giuseppe Peranda, musicista e compositore italiano (Macerata, n. 1626 - Dresda, † 1675)
- Giuseppe Porsile, musicista italiano (Napoli, n. 1680 - Vienna, † 1750)
- Giuseppe Sordini, musicista italiano (Cagli, n. 1899 - Cagli, † 1979)
- Giuseppe Terrabugio, musicista, organista e docente italiano (Fiera di Primiero, n. 1842 - Fiera di Primiero, † 1933)

## Musicologi(2)
- Giuseppe Ippolito Franchi-Verney della Valetta, musicologo e critico musicale italiano (Torino, n. 1848 - Roma, † 1911)
- Giuseppe Radiciotti, musicologo italiano (Jesi, n. 1858 - Tivoli, † 1931)

## Naturalisti(9)
- Giuseppe Altobello, naturalista e zoologo italiano (Campobasso, n. 1869 - Campobasso, † 1931)
- Giuseppe Balsamo Crivelli, naturalista, zoologo e geologo italiano (Milano, n. 1800 - Pavia, † 1874)
- Giuseppe De Cristoforis, naturalista italiano (Milano, n. 1803 - Milano, † 1837)
- Giuseppe Ginanni, naturalista italiano (Ravenna, n. 1692 - Ravenna, † 1753)
- Giuseppe Maria Giovene, naturalista, agronomo e meteorologo italiano (Molfetta, n. 1753 - Molfetta, † 1837)
- Giuseppe Guerrini, naturalista e storico italiano (Grosseto, n. 1924 - Grosseto, † 2006)
- Giuseppe Meneghini, naturalista e politico italiano (Padova, n. 1811 - Pisa, † 1889)
- Giuseppe Olivi, naturalista e poeta italiano (Chioggia, n. 1769 - Padova, † 1795)
- Giuseppe Seguenza, naturalista e geologo italiano (Messina, n. 1833 - Messina, † 1889)

## Navigatori(1)
- Giuseppe Buciuni, marinaio e militare italiano (Taormina, n. 1888 - Tobruch, † 1941)

## Neurologi(2)
- Giuseppe D'Abundo, neurologo e psichiatra italiano (Barletta, n. 1860 - Napoli, † 1926)
- Giuseppe Plazzi, neurologo e velista italiano (Ravenna, n. 1959)

## Neuroscienziati(2)
- Giuseppe Di Pellegrino, neuroscienziato italiano (Foggia, n. 1959)
- Giuseppe Moruzzi, neurofisiologo italiano (Campagnola Emilia, n. 1910 - Pisa, † 1986)

## Notai(1)
- Giuseppe Giriodi, notaio e calciatore italiano (Rivoli, n. 1894 - Buttigliera Alta, † 1981)

## Numismatici(1)
- Giuseppe Gavazzi, numismatico italiano (Milano, n. 1831 - Desio, † 1913)

## Nuotatori(3)
- Giuseppe Avellone, ex nuotatore italiano (Marliana, n. 1943)
- Giuseppe Perentin, nuotatore italiano (Isola, n. 1906 - Trieste, † 1981)
- Giuseppe Tiano, nuotatore italiano (Milano, n. 1968)

## Oculisti(1)
- Giuseppe Cirincione, oculista e politico italiano (Bagheria, n. 1863 - Roma, † 1929)

## Operai(3)
- Giuseppe Alberganti, operaio, sindacalista e antifascista italiano (Stradella, n. 1898 - Milano, † 1980)
- Giuseppe Bruno, operaio italiano (Avigliana, n. 1923 - Avigliana, † 2006)
- Giuseppe Galbani, operaio italiano (Ballabio Superiore, n. 1926 - Lecco, † 2016)

## Orafi(2)
- Giuseppe Gagini, orafo italiano (Palermo - Palermo, † 1610)
- Giuseppe Ignazio Pruchmayer, orafo italiano (Trento, n. 1722 - † 1796)

## Organari(3)
- Giuseppe Bonatti, organaro italiano (Desenzano del Garda, n. 1668 - Desenzano del Garda, † 1752)
- Giuseppe Fontanarosa, organaro italiano
- Giuseppe Marzolo, organaro e inventore italiano (Padova, n. 1821 - Padova, † 1867)

## Organisti(7)
- Giuseppe Agostini, organista, direttore di coro e compositore italiano (Supino, n. 1930 - Frosinone, † 2020)
- Giuseppe Bossola, organista e imprenditore italiano (San Germano Vercellese, n. 1829 - Gubbio, † 1916)
- Giuseppe Di Mare, organista, pianista e compositore italiano (Augusta, n. 1945)
- Giuseppe Gherardeschi, organista e compositore italiano (Pistoia, n. 1759 - Pistoia, † 1815)
- Giuseppe Nano, organista e compositore italiano (Palermo, n. 1913 - Cagliari, † 1992)
- Giuseppe Radole, organista, musicologo e compositore italiano (Barbana d'Istria, n. 1921 - Trieste, † 2007)
- Giuseppe Maria Vaccari, organista e compositore italiano (Arona, n. 1704 - Vercelli, † 1766)

## Orientalisti(2)
- Giuseppe Gabrieli, orientalista e bibliotecario italiano (Calimera, n. 1872 - Roma, † 1942)
- Giuseppe Tucci, orientalista, esploratore e storico delle religioni italiano (Macerata, n. 1894 - San Polo dei Cavalieri, † 1984)

## Ostacolisti(2)
- Giuseppe Bernardoni, ostacolista e velocista italiano (Milano, n. 1895 - Milano, † 1942)
- Giuseppe Buttari, ex ostacolista italiano (San Felice Circeo, n. 1951)

## Ottici(1)
- Giuseppe Campani, ottico, astronomo e inventore italiano (Castel San Felice, n. 1635 - Roma, † 1715)

## Paleontologi(1)
- Giuseppe Patiri, paleontologo italiano (Termini Imerese, n. 1846 - Termini Imerese, † 1917)

## Pallamanisti(2)
- Giuseppe Lo Duca, pallamanista, allenatore di pallamano e dirigente sportivo italiano (Trieste, n. 1943 - Trieste, † 2022)
- Giuseppe Vinci, ex pallamanista e allenatore di pallamano italiano (Siracusa, n. 1966)

## Pallanuotisti(3)
- Giuseppe D'Altrui, pallanuotista e allenatore di pallanuoto italiano (Napoli, n. 1934 - Pescara, † 2024)
- Giuseppe Porzio, ex pallanuotista e allenatore di pallanuoto italiano (Napoli, n. 1967)
- Giuseppe Valentino, pallanuotista italiano (Napoli, n. 1990)

## Pallavolisti(3)
- Giuseppe Della Corte, pallavolista italiano (Acquaviva delle Fonti, n. 1992)
- Giuseppe Patriarca, ex pallavolista e allenatore di pallavolo italiano (Sora, n. 1977)
- Giuseppe Sorcinelli, ex pallavolista italiano (Fano, n. 1971)

## Pallonisti(1)
- Giuseppe Filippa, pallonista italiano (Cravanzana, n. 1881 - Susa, † 1947)

## Paracadutisti(1)
- Giuseppe Tresoldi, paracadutista italiano (Monselice, n. 1964)

## Parolieri(7)
- Giuseppe Bentivoglio, paroliere e giornalista italiano (Roma, n. 1943 - Genazzano, † 2023)
- Giuseppe Brandolini, paroliere e compositore italiano (Casa Nuova di Golferenzo, n. 1945 - Casa Nuova di Golferenzo, † 2014)
- Giuseppe Casillo, paroliere, poeta e scrittore italiano (San Giuseppe Vesuviano, n. 1916 - San Giuseppe Vesuviano, † 1972)
- Giuseppe Cassia, paroliere, compositore e produttore discografico italiano (Siracusa, n. 1920 - Roma, † 1982)
- Georges Moustaki, paroliere e cantautore greco (Alessandria d'Egitto, n. 1934 - Nizza, † 2013)
- Pinchi, paroliere italiano (Arena Po, n. 1900 - Milano, † 1971)
- Giuseppe Turco, paroliere e giornalista italiano (Napoli, n. 1846 - Napoli, † 1903)

## Partigiani(31)
- Giuseppe Albano, partigiano italiano (Gerace Superiore, n. 1926 - Roma, † 1945)
- Giuseppe Barbolini, partigiano italiano (Sassuolo, n. 1914 - Modena, † 1968)
- Giuseppe Bifolchi, partigiano e anarchico italiano (Balsorano, n. 1895 - Avezzano, † 1978)
- Giuseppe Bravin, partigiano italiano (Torino, n. 1922 - Torino, † 1944)
- Giuseppe Callegarini, partigiano italiano (La Spezia, n. 1915 - Pola, † 1944)
- Giuseppe Carrà, partigiano, sindacalista e politico italiano (Voghera, n. 1926 - Sesto San Giovanni, † 2012)
- Giuseppe Casini, partigiano italiano (Chiavari, n. 1920 - Fosdinovo, † 1945)
- Giuseppe D'Alema, partigiano e politico italiano (Ravenna, n. 1917 - Roma, † 1994)
- Giuseppe Del Mei, partigiano italiano (San Vito al Tagliamento, n. 1924 - Bagnarola di Sesto al Reghena, † 1944)
- Giuseppe Falzone, partigiano italiano (Breme, n. 1916 - † 1980)
- Beppe Fenoglio, partigiano, scrittore e traduttore italiano (Alba, n. 1922 - Torino, † 1963)
- Giuseppe Ferrandi, partigiano e politico italiano (Volta Mantovana, n. 1900 - † 1955)
- Giuseppe Gheda, partigiano italiano (Brescia, n. 1925 - Lumezzane, † 1945)
- Giuseppe Gracceva, partigiano e politico italiano (Roma, n. 1906 - Roma, † 1978)
- Giuseppe Grigoletto e Savino Pasqualato, partigiano italiano (Mogliano Veneto, n. 1913 - San Michele del Quarto, † 1945)
- Giuseppe Latorre, partigiano e politico italiano (Ginosa, n. 1903 - Roma, † 1952)
- Pino Levi Cavaglione, partigiano e scrittore italiano (Genova, n. 1911 - Genova, † 1971)
- Giuseppe Marcantonio, partigiano italiano (Chieti, n. 1901 - Pescara, † 1975)
- Giuseppe Mari, partigiano e storico italiano (Urbino, n. 1911 - Pesaro, † 2002)
- Giuseppe Marozin, partigiano italiano (Arzignano, n. 1915 - Milano, † 1966)
- Giuseppe Martini, partigiano e esperantista italiano (San Giuliano Terme, n. 1924 - Asciano di San Giuliano Terme, † 2007)
- Giuseppe Noberasco, partigiano e politico italiano (Savona, n. 1920 - Savona, † 2011)
- Giuseppe Ennio Odino, partigiano e ciclista su strada italiano (Gavi, n. 1924 - Bruxelles, † 2014)
- Giuseppe Picedi Benettini, partigiano italiano (Sarzana, n. 1923 - Bosco di Corniglio, † 1944)
- Giuseppe Rigola, partigiano italiano (Vercelli, n. 1904 - Mezzenile, † 1944)
- Giuseppe Scagliosi, partigiano italiano (Palermo, n. 1902 - Turini, † 1944)
- Giuseppe Signorelli, partigiano, politico e imprenditore italiano (Bergamo, n. 1907 - Milano, † 1995)
- Giuseppe Soncini, partigiano e politico italiano (Reggio Emilia, n. 1926 - Parma, † 1991)
- Giuseppe Testa, partigiano italiano (Morrea, n. 1924 - Fontanelle di Alvito, † 1944)
- Giuseppe Turcato, partigiano, politico e saggista italiano (Castelfranco Veneto, n. 1913 - Venezia, † 1996)
- Giuseppe Verginella, partigiano italiano (Santa Croce, n. 1908 - Lumezzane, † 1945)

## Patriarchi cattolici(3)
- Giuseppe Ceppetelli, patriarca cattolico italiano (Roma, n. 1846 - Roma, † 1917)
- Giuseppe Antonio Davanzati, patriarca cattolico italiano (Bari, n. 1665 - Trani, † 1755)
- Giuseppe Valerga, patriarca cattolico italiano (Loano, n. 1813 - Gerusalemme, † 1872)

## Patrioti(42)
- Giuseppe Antonio Abbamonte, patriota e politico italiano (Caggiano, n. 1759 - Napoli, † 1818)
- Giuseppe Leonardo Albanese, patriota e ufficiale italiano (Noci, n. 1759 - Napoli, † 1799)
- Giuseppe Bandi, patriota, scrittore e giornalista italiano (Gavorrano, n. 1834 - Livorno, † 1894)
- Giuseppe Barellai, patriota e medico italiano (Firenze, n. 1813 - Firenze, † 1884)
- Giuseppe Bertucci, patriota e fotografo italiano (Bardi, n. 1844 - Verona, † 1926)
- Giuseppe Bonardi, patriota e politico italiano (Siviano, n. 1836 - Iseo, † 1898)
- Giuseppe Borchetta, patriota e ingegnere italiano (Mantova, n. 1827 - Mantova, † 1892)
- Giuseppe Sante Carrara, patriota italiano (Bergamo, n. 1834 - Bergamo, † 1880)
- Giuseppe Cimato, patriota italiano (Gallico, n. 1812 - Siderno, † 1897)
- Giuseppe Civinini, patriota, giornalista e politico italiano (Pisa, n. 1835 - Firenze, † 1871)
- Giuseppe Dolfi, patriota italiano (Firenze, n. 1818 - Firenze, † 1869)
- Giuseppe Fanelli, patriota, politico e anarchico italiano (Napoli, n. 1827 - Nocera Inferiore, † 1877)
- Giuseppe Finzi, patriota e politico italiano (Rivarolo Mantovano, n. 1815 - Mantova, † 1886)
- Giuseppe Galletti, patriota e politico italiano (Bologna, n. 1798 - Bologna, † 1873)
- Giuseppe Marino Garibotto, patriota e militare italiano (Genova, n. 1840 - Genova, † 1892)
- Giuseppe Gnecco, patriota e militare italiano (Genova, n. 1824 - Talant, † 1871)
- Giuseppe Grioli, patriota e militare italiano (Mantova, n. 1825 - Mantova, † 1905)
- Giuseppe Guerzoni, patriota, politico e storico italiano (Calcinato, n. 1835 - Montichiari, † 1886)
- Giuseppe La Farina, patriota, saggista e politico italiano (Messina, n. 1815 - Torino, † 1863)
- Giuseppe La Masa, patriota, politico e militare italiano (Trabia, n. 1819 - Roma, † 1881)
- Giuseppe Lamberti, patriota italiano (Reggio nell'Emilia, n. 1801 - Reggio nell'Emilia, † 1851)
- Giuseppe Leonardi, patriota italiano (Riva del Garda, n. 1840 - Malcesine, † 1911)
- Giuseppe Libertini, patriota italiano (Lecce, n. 1823 - † 1874)
- Giuseppe Logoteta, patriota e politico italiano (Reggio Calabria, n. 1758 - Napoli, † 1799)
- Luciano Manara, patriota italiano (Milano, n. 1825 - Roma, † 1849)
- Giuseppe Massari, patriota, giornalista e politico italiano (Taranto, n. 1821 - Roma, † 1884)
- Giuseppe Camillo Mattioli, patriota italiano (Bologna, n. 1817 - † 1893)
- Giuseppe Mazzini, patriota, politico e filosofo italiano (Genova, n. 1805 - Pisa, † 1872)
- Giuseppe Merzario, patriota, politico e letterato italiano (Asso, n. 1825 - Milano, † 1894)
- Giuseppe Monti, patriota e rivoluzionario italiano (Moresco, n. 1835 - Roma, † 1868)
- Giuseppe Nodari, patriota, pittore e medico italiano (Castiglione delle Stiviere, n. 1841 - Castiglione delle Stiviere, † 1898)
- Giuseppe Pacchioni, patriota, incisore e scultore italiano (Bologna, n. 1819 - Bologna, † 1887)
- Giuseppe Paulon, patriota italiano (Barcis, n. 1842)
- Giuseppe Petroni, patriota e politico italiano (Bologna, n. 1812 - Terni, † 1888)
- Giuseppe Sercognani, patriota italiano (Faenza, n. 1781 - Versailles, † 1844)
- Giuseppe Silvati, patriota e militare italiano (Napoli, n. 1791 - Napoli, † 1822)
- Giuseppe Tartaro, patriota e missionario italiano (Pietramala)
- Giuseppe Triolo, patriota e nobile italiano (Palermo, n. 1816 - Alcamo, † 1887)
- Giuseppe Vadi, patriota italiano (Marciana, n. 1825 - Marciana, † 1907)
- Giuseppe Venita, patriota italiano (Ferrandina, n. 1744 - Calvello, † 1822)
- Giuseppe Zanardelli, patriota e politico italiano (Brescia, n. 1826 - Toscolano Maderno, † 1903)
- Giuseppe de Marco, patriota italiano (Paupisi, n. 1821 - Paupisi, † 1882)

## Pedagogisti(5)
- Giuseppe Bertagna, pedagogista italiano (n. 1951)
- Giuseppe Fanciulli, pedagogista e scrittore italiano (Firenze, n. 1881 - Castelveccana, † 1951)
- Giuseppe Flores D'Arcais, pedagogista italiano (Pontelagoscuro, n. 1908 - Padova, † 2004)
- Giuseppe Lombardo Radice, pedagogista e filosofo italiano (Catania, n. 1879 - Cortina d'Ampezzo, † 1938)
- Giuseppe Tognon, pedagogista italiano (Bergamo, n. 1956)

## Pediatri(2)
- Giuseppe Mya, pediatra italiano (Torino, n. 1857 - Firenze, † 1911)
- Giuseppe Talamucci, pediatra italiano (Firenze, n. 1933 - Firenze, † 2008)

## Pentatleti(2)
- Giuseppe Micheli, pentatleta italiano (n. 1888)
- Giuseppe Mattia Parisi, pentatleta italiano (n. 1994)

## Personaggi televisivi(2)
- Giuseppe Paviglianiti, personaggio televisivo e attore italiano (Palermo, n. 1941 - Palermo, † 2000)
- Beppo Tonon, personaggio televisivo italiano (Ponte di Piave, n. 1950)

## Pesisti(1)
- Giuseppe Tugnoli, pesista e discobolo italiano (Bologna, n. 1888 - Acle, † 1968)

## Pianisti(8)
- Giuseppe Albanese, pianista italiano (Reggio Calabria, n. 1979)
- Giuseppe Andaloro, pianista italiano (Palermo, n. 1982)
- Giuseppe Conte, pianista e compositore italiano (Pegli, n. 1865 - † 1940)
- Giuseppe Fagnocchi, pianista, docente e musicologo italiano (Faenza, n. 1960)
- Giuseppe Finocchiaro, pianista e compositore italiano (Catania, n. 1965 - Catania, † 2022)
- Pino Nicolosi, pianista, arrangiatore e produttore discografico italiano (Milano, n. 1959)
- Giuseppe Piccioli, pianista, compositore e musicologo italiano (Bologna, n. 1905 - Milano, † 1961)
- Giuseppe Respighi, pianista italiano (Cortemaggiore, n. 1840 - Bologna, † 1923)

## Piloti automobilistici(5)
- Giuseppe Campari, pilota automobilistico italiano (Lodi, n. 1892 - Monza, † 1933)
- Nino Farina, pilota automobilistico italiano (Torino, n. 1906 - Aiguebelle, † 1966)
- Beppe Gabbiani, pilota automobilistico italiano (Piacenza, n. 1957)
- Giuseppe Morandi, pilota automobilistico italiano (Castiglione delle Stiviere, n. 1894 - Brescia, † 1977)
- Giuseppe Ruggiero, pilota automobilistico italiano (Calvizzano, n. 1913 - Calvizzano, † 1981)

## Piloti di rally(2)
- Giuseppe Grossi, pilota di rally italiano (Rimini, n. 1957 - Arezzo, † 2016)
- Bobo Mainini, ex pilota di rally e paraciclista italiano (Lonate Pozzolo, n. 1952)

## Piloti motociclistici(5)
- Giuseppe Ascareggi, pilota motociclistico italiano (Uzzano, n. 1960)
- Giuseppe Colnago, pilota motociclistico italiano (Caponago, n. 1923 - † 2000)
- Giuseppe Lattanzi, pilota motociclistico italiano (Ancona, n. 1924 - Ancona, † 1955)
- Giuseppe Mandolini, pilota motociclistico italiano (Mandello del Lario, n. 1936)
- Giuseppe Visenzi, ex pilota motociclistico italiano (Brescia, n. 1941)

## Pistard(3)
- Giuseppe Beghetto, ex pistard e ciclista su strada italiano (Tombolo, n. 1939)
- Giuseppe Martino, pistard e ciclista su strada italiano (Castelmagno, n. 1915 - Nizza, † 2001)
- Giuseppe Ogna, pistard e ciclista su strada italiano (Sant'Eufemia della Fonte, n. 1933 - Brescia, † 2010)

## Polistrumentisti(1)
- Giuseppe Zuppone, polistrumentista, compositore e direttore d'orchestra italiano (n. 1956)

## Principi(15)
- Giuseppe Francesco d'Asburgo-Lorena, principe austriaco (Brno, n. 1895 - Carcavelos, † 1957)
- Giuseppe Esterházy, principe ungherese (Eisenstadt, n. 1688 - Eisenstadt, † 1721)
- Giuseppe di Braganza, principe portoghese (Ajuda, n. 1761 - Lisbona, † 1788)
- Giuseppe Giovanni Adamo del Liechtenstein, principe austriaco (Vienna, n. 1690 - Valtice, † 1732)
- Giuseppe Venceslao del Liechtenstein, principe austriaco (Praga, n. 1696 - Vienna, † 1772)
- Giuseppe Venceslao del Liechtenstein, principe e avvocato liechtensteinese (Londra, n. 1995)
- Giuseppe Grimaldi, principe francese (Parigi, n. 1763 - Parigi, † 1816)
- Giuseppe di Salm-Reifferscheid-Dyck, principe, botanico e scrittore tedesco (Neuss, n. 1773 - Nizza, † 1861)
- Giuseppe d'Assia-Rotenburg, principe tedesco (Bad Schwalbach, n. 1705 - Rotenburg an der Fulda, † 1744)
- Giuseppe Ferdinando Leopoldo di Baviera, principe (Vienna, n. 1692 - Bruxelles, † 1699)
- Giuseppe Guglielmo Ernesto di Fürstenberg, principe (Augusta, n. 1699 - Vienna, † 1762)
- Giuseppe Venceslao di Fürstenberg, principe (Praga, n. 1728 - Donaueschingen, † 1783)
- Giuseppe Maria di Fürstenberg, principe (Donaueschingen, n. 1758 - Donaueschingen, † 1796)
- Giuseppe Federico Guglielmo di Hohenzollern-Hechingen, principe (Hechingen, n. 1717 - Hechingen, † 1798)
- Giuseppe Federico Ernesto di Hohenzollern-Sigmaringen, principe (Sigmaringen, n. 1702 - Haigerloch, † 1769)

## Procuratori sportivi(2)
- Giuseppe Accardi, procuratore sportivo e ex calciatore italiano (Palermo, n. 1964)
- Oscar Damiani, procuratore sportivo e ex calciatore italiano (Brescia, n. 1950)

## Produttori cinematografici(6)
- Giuseppe Amato, produttore cinematografico, attore e sceneggiatore italiano (Napoli, n. 1899 - Roma, † 1964)
- Giuseppe Barattolo, produttore cinematografico italiano (Napoli, n. 1882 - Roma, † 1949)
- Giuseppe Colombo, produttore cinematografico e produttore televisivo italiano (Novara, n. 1948)
- Giuseppe Filippi, produttore cinematografico italiano (Montanera, n. 1864 - Sangano, † 1956)
- Giuseppe Saccà, produttore cinematografico e attore italiano (Roma, n. 1982)
- Giuseppe Zaccariello, produttore cinematografico e sceneggiatore italiano (Sassuolo, n. 1930)

## Progettisti(4)
- Giuseppe Benelli, progettista e imprenditore italiano (Pesaro, n. 1889 - Pesaro, † 1957)
- Giuseppe Busso, progettista italiano (Torino, n. 1913 - Arese, † 2006)
- Giuseppe Merosi, progettista e imprenditore italiano (Piacenza, n. 1872 - Lecco, † 1956)
- Giuseppe Pattoni, progettista italiano (Milano, n. 1926 - Milano, † 1999)

## Psichiatri(2)
- Giuseppe Antonini, psichiatra italiano (Milano, n. 1864 - Milano, † 1938)
- Beppino Disertori, psichiatra, filosofo e politico italiano (Trento, n. 1907 - Trento, † 1992)

## Psicologi(2)
- Giuseppe Mininni, psicologo italiano (Terlizzi, n. 1950)
- Giuseppe Ferruccio Montesano, psicologo e psichiatra italiano (Potenza, n. 1868 - Roma, † 1961)

## Pugili(9)
- Joey Maxim, pugile statunitense (Cleveland, n. 1922 - West Palm Beach, † 2001)
- Johnny Dundee, pugile statunitense (Sciacca, n. 1893 - † 1965)
- Giuseppe Farfanelli, pugile italiano (Perugia, n. 1915 - Terni, † 1992)
- Giuseppe Gibilisco, ex pugile italiano (Solarino, n. 1954)
- Giuseppe Langella, ex pugile italiano (Torre Annunziata, n. 1981)
- Giuseppe Migliari, pugile italiano (Ferrara, n. 1937)
- Giuseppe Mura, ex pugile italiano (Porto Torres, n. 1943)
- Bepi Ros, pugile italiano (Mareno di Piave, n. 1942 - Vittorio Veneto, † 2022)
- Giuseppe Spalla, pugile italiano (Borgo San Martino, n. 1896 - Pietra Ligure, † 1977)

## Rabbini(2)
- Giuseppe Laras, rabbino, teologo e storico italiano (Torino, n. 1935 - Milano, † 2017)
- Giuseppe Momigliano, rabbino italiano (Torino, n. 1955)

## Rapper(2)
- Laïoung, rapper e produttore discografico italiano (Bruxelles, n. 1992)
- Pufuleti, rapper italiano (Naro, n. 1989)

## Registi(37)
- Giuseppe Marco Albano, regista, sceneggiatore e produttore cinematografico italiano (Cisternino, n. 1985)
- Giuseppe Bennati, regista e sceneggiatore italiano (Pitigliano, n. 1921 - Milano, † 2006)
- Giuseppe Bertolucci, regista e sceneggiatore italiano (Parma, n. 1947 - Tricase, † 2012)
- Giuseppe Boaro, regista italiano (Ivrea, n. 1853 - Ivrea, † 1939)
- Giuseppe Bonito, regista italiano (Polla, n. 1974)
- Giuseppe Capotondi, regista italiano (Corinaldo, n. 1968)
- Beppe Cino, regista e sceneggiatore italiano (Caltanissetta, n. 1947)
- Giuseppe Colizzi, regista, sceneggiatore e produttore cinematografico italiano (Roma, n. 1925 - Roma, † 1978)
- Lucio De Caro, regista, sceneggiatore e giornalista italiano (Pescara, n. 1922 - Roma, † 2008)
- Giuseppe De Liguoro, regista e attore italiano (Napoli, n. 1869 - Roma, † 1944)
- Giuseppe De Santis, regista, sceneggiatore e critico cinematografico italiano (Fondi, n. 1917 - Roma, † 1997)
- Giuseppe Di Martino, regista e sceneggiatore italiano (Pescara, n. 1921 - Napoli, † 1994)
- Giuseppe Dipasquale, regista e commediografo italiano (Catania, n. 1963)
- Giuseppe Ferlito, regista, sceneggiatore e montatore italiano (Burgio, n. 1954)
- Giuseppe Ferrara, regista, sceneggiatore e critico cinematografico italiano (Castelfiorentino, n. 1932 - Roma, † 2016)
- Giuseppe Fina, regista italiano (Lesa, n. 1924 - Villasimius, † 1998)
- Giuseppe Gagliardi, regista e sceneggiatore italiano (Cosenza, n. 1977)
- Giuseppe M. Gaudino, regista, scenografo e sceneggiatore italiano (Pozzuoli, n. 1957)
- Giuseppe Lipartiti, regista e sceneggiatore italiano (Torremaggiore)
- Giuseppe Masini, regista e sceneggiatore italiano (Pisa, n. 1916 - † 1970)
- Roberto Mauri, regista, sceneggiatore e attore italiano (Castelvetrano, n. 1924 - Roma, † 2018)
- Beppe Navello, regista e direttore artistico italiano (Acqui Terme, n. 1948)
- Giuseppe Alessio Nuzzo, regista e sceneggiatore italiano (San Felice a Cancello, n. 1989)
- Giuseppe Orlandini, regista e sceneggiatore italiano (Firenze, n. 1922)
- Giuseppe Patroni Griffi, regista, drammaturgo e sceneggiatore italiano (Napoli, n. 1921 - Roma, † 2005)
- Giuseppe Pellegrini, regista e sceneggiatore italiano (Genova, n. 1925 - Roma, † 1991)
- Giuseppe Petitto, regista e produttore cinematografico italiano (Catanzaro, n. 1969 - Stalettì, † 2015)
- Giuseppe Piccioni, regista e sceneggiatore italiano (Ascoli Piceno, n. 1953)
- Giuseppe Piva, regista, sceneggiatore e produttore televisivo italiano (Piacenza, n. 1977 - Piacenza, † 2023)
- Giuseppe Rolando, regista e sceneggiatore italiano (Canelli, n. 1931)
- Giuseppe Rosati, regista e sceneggiatore italiano (Napoli, n. 1923)
- Giuseppe Aldo Rossi, regista, sceneggiatore e enigmista italiano (Roma, n. 1913 - Roma, † 2020)
- Giuseppe Sacchi, regista e produttore televisivo italiano (Como, n. 1932)
- Giuseppe G. Stasi, regista e sceneggiatore italiano (Matera, n. 1986)
- Giuseppe Taffarel, regista, attore e sceneggiatore italiano (Vittorio Veneto, n. 1922 - Vittorio Veneto, † 2012)
- Giuseppe Tornatore, regista, sceneggiatore e produttore cinematografico italiano (Bagheria, n. 1956)
- Giuseppe Vari, regista e montatore italiano (Segni, n. 1924 - Roma, † 1993)

## Registi teatrali(3)
- Pino Strabioli, regista teatrale, attore e conduttore televisivo italiano (Porto San Giorgio, n. 1963)
- Beppe de Tomasi, regista teatrale, attore e librettista italiano (Milano, n. 1934 - Milano, † 2016)
- Giuseppe Venetucci, regista teatrale e regista radiofonico italiano (Roma, n. 1941)

## Religiosi(27)
- Giuseppe Candido Agudio, religioso e letterato italiano (n. 1698 - † 1765)
- Giuseppe Allegranza, religioso, archeologo e bibliotecario italiano (Milano, n. 1713 - Milano, † 1785)
- Giuseppe Amati, religioso italiano (Massafra, n. 1617 - Roma, † 1688)
- Giuseppe Amorós Hernández, religioso spagnolo (La Pobla Llarga, n. 1913 - Barbastro, † 1936)
- Giuseppe Arcangeli, religioso, filologo e letterato italiano (San Marcello Pistoiese, n. 1807 - Prato, † 1855)
- Giuseppe Maria Badía Mateu, religioso spagnolo (Puigpelat, n. 1912 - Barbastro, † 1936)
- Giuseppe Beccarelli, religioso italiano (Pontoglio, n. 1666 - Venezia, † 1716)
- Giuseppe Maria Blasco Juan, religioso spagnolo (Xàtiva, n. 1912 - Barbastro, † 1936)
- Giuseppe Brengaret Pujol, religioso spagnolo (Sant Jordi Desvalls, n. 1913 - Barbastro, † 1936)
- Giuseppe Cozza-Luzi, religioso e filologo italiano (Bolsena, n. 1837 - Roma, † 1905)
- Giuseppe Maria Ercolani, religioso italiano (Pergola, n. 1673 - Roma, † 1759)
- Giuseppe Farinetti, religioso, teologo e alpinista italiano (Alagna Valsesia, n. 1821 - Alagna Valsesia, † 1896)
- Giuseppe Figuero Beltrán, religioso spagnolo (Gumiel de Mercado, n. 1911 - Barbastro, † 1936)
- Giuseppe I di Costantinopoli, religioso e arcivescovo ortodosso bizantino († 1283)
- Giuseppe Girotti, religioso e biblista italiano (Alba, n. 1905 - Dachau, † 1945)
- Giuseppe Maria da Palermo, religioso italiano (Palermo, n. 1864 - Sortino, † 1886)
- Giuseppe Greggiati, religioso italiano (Ostiglia, n. 1793 - Mantova, † 1866)
- Elia Lauricella, religioso italiano (Racalmuto, n. 1707 - Canicattì, † 1780)
- Giuseppe Maffei, religioso e storico della letteratura italiano (Cles, n. 1775 - Monaco di Baviera, † 1858)
- Giuseppe Ormo Seró, religioso spagnolo (Almatret, n. 1913 - Barbastro, † 1936)
- Giuseppe Ottonelli, religioso e patriota italiano (Goito, n. 1811 - Casalromano, † 1899)
- Giuseppe Pasini, religioso italiano (Padova, n. 1687 - Torino, † 1770)
- Giuseppe Peroni, religioso e pittore italiano (Parma, n. 1710 - Parma, † 1776)
- Giuseppe Ros Florensa, religioso spagnolo (Els Torms, n. 1914 - Barbastro, † 1936)
- Giuseppe Silos, religioso e scrittore italiano (Bitonto, n. 1601 - † 1674)
- Giuseppe Vista, religioso e musicista italiano (Altamura)
- Giuseppe della Scala, religioso italiano (Verona - Verona, † 1314)

## Restauratori(1)
- Giuseppe Arrigoni, restauratore e pittore italiano (Bergamo, n. 1915 - Bergamo, † 2006)

## Rivoluzionari(4)
- Giuseppe Abriani, rivoluzionario italiano
- Giuseppe Caracciolo, rivoluzionario e principe italiano (Napoli, n. 1747 - Napoli, † 1808)
- Giuseppe Fieschi, rivoluzionario francese (Murato, n. 1790 - Parigi, † 1836)
- Giuseppe Novello, rivoluzionario italiano (Mirabella Imbaccari, n. 1917 - Montescaglioso, † 1949)

## Rugbisti a 15(2)
- Giuseppe Artuso, ex rugbista a 15, allenatore di rugby a 15 e dirigente sportivo italiano (Reggio Calabria, n. 1956)
- Giuseppe Bigi, rugbista a 15 argentino (n. 1910)

## Saggisti(11)
- Giuseppe Bartolucci, saggista e critico teatrale italiano (Fratte Rosa, n. 1923 - Roma, † 1996)
- Giuseppe Bencivenni Pelli, saggista e scrittore italiano (Firenze, n. 1729 - Firenze, † 1808)
- Giuseppe Catenacci, saggista, giornalista e politico italiano (Rionero in Vulture, n. 1893 - Rionero in Vulture, † 1975)
- Giuseppe De Florentiis, saggista e traduttore italiano (Roma, n. 1893 - Milano, † 1978)
- Giuseppe Gaddi, saggista e partigiano italiano (Trieste, n. 1909 - Vienna, † 1982)
- Giuseppe Granieri, saggista e blogger italiano (Potenza, n. 1968 - Potenza, † 2024)
- Giuseppe Mesirca, saggista italiano (Cittadella, n. 1910 - Galliera Veneta, † 1995)
- Giuseppe Montani, saggista, critico letterario e editore italiano (Cremona, n. 1786 - Firenze, † 1833)
- Giuseppe Romeo, saggista e giornalista italiano (Benestare, n. 1962)
- Beppe Scienza, saggista, giornalista e matematico italiano (Torino, n. 1950)
- Tancredi Tibaldi, saggista e scrittore italiano (Solero, n. 1851 - Aosta, † 1916)

## Saltatori con gli sci(1)
- Luigi Bernasconi, saltatore con gli sci italiano (Sils im Engadin, n. 1909 - Sankt Moritz, † 1970)

## Santi(1)
- San Giuseppe, santo (Nazareth)

## Scacchisti(6)
- Giuseppe Alessi, scacchista italiano (Catania, n. 1867 - Catania, † 1945)
- Giuseppe Cancelliere, scacchista italiano (Palermo, n. 1889 - Palermo, † 1959)
- Giuseppe La Duca, scacchista italiano (Palermo, n. 1881 - Catania, † 1965)
- Giuseppe Lamonica, scacchista italiano (Villa San Giovanni, n. 1935)
- Giuseppe Padulli, scacchista italiano (n. 1898 - Milano, † 1932)
- Giuseppe Primavera, scacchista italiano (Prato Carnico, n. 1917 - Roma, † 1998)

## Sceneggiatori(5)
- Giuseppe Mangione, sceneggiatore italiano (Roma, n. 1908 - Roma, † 1972)
- Giuseppe Paternò Raddusa, sceneggiatore italiano (Acireale, n. 1989)
- Giuseppe Pedersoli, sceneggiatore, produttore cinematografico e produttore televisivo italiano (Roma, n. 1961)
- Pipolo, sceneggiatore e regista italiano (Viterbo, n. 1933 - Roma, † 2006)
- Giuseppe Rocca, sceneggiatore e regista teatrale italiano (Frattamaggiore, n. 1947)

## Scenografi(5)
- Koki Fregni, scenografo italiano (San Giacomo Roncole, n. 1930 - Modena, † 1994)
- Giuseppe Galli da Bibbiena, scenografo e architetto italiano (Parma, n. 1696 - † 1757)
- Giuseppe Bertoja, scenografo e imprenditore italiano (Venezia, n. 1803 - Venezia, † 1873)
- Giuseppe Mangano, scenografo italiano (n. 1945)
- Giuseppe Migliari, scenografo e pittore italiano (Ferrara, n. 1822 - Odessa, † 1897)

## Schermidori(7)
- Giuseppe Caruso, schermidore italiano
- Giuseppe Comini, schermidore italiano (Genova, n. 1922 - † 2011)
- Giuseppe Delfino, schermidore italiano (Torino, n. 1921 - Torino, † 1999)
- Giuseppe Giurato, schermidore italiano (Napoli)
- Giuseppe Mangiarotti, schermidore italiano (Broni, n. 1883 - Bergamo, † 1970)
- Giuseppe Nadi, schermidore italiano (Pistoia, n. 1860 - Monterotondo Marittimo, † 1945)
- Giuseppe Perenno, schermidore italiano (Genova, n. 1912)

## Sciatori alpini(2)
- Giuseppe Carletti, ex sciatore alpino italiano (n. 1959)
- Giuseppe Compagnoni, ex sciatore alpino italiano (Valfurva, n. 1943)

## Scienziati(4)
- Giuseppe Levi, scienziato, medico e anatomista italiano (Trieste, n. 1872 - Torino, † 1965)
- Giuseppe Melograni, scienziato, naturalista e mineralogista italiano (Parghelia, n. 1750 - Zambrone, † 1827)
- Giuseppe Moleti, scienziato italiano (Messina, n. 1531 - Padova, † 1588)
- Giuseppe Augusto Tuccimei, scienziato italiano (Roma, n. 1851 - Roma, † 1915)

## Siepisti(3)
- Giuseppe Gerbi, ex siepista, mezzofondista e maratoneta italiano (Collegno, n. 1955)
- Giuseppe Gerratana, siepista italiano (Modica, n. 1992)
- Giuseppe Maffei, ex siepista italiano (Varese, n. 1974)

## Sindacalisti(13)
- Giuseppe Bertani, sindacalista e politico italiano (Buscoldo, n. 1873 - Mantova, † 1919)
- Giuseppe Corazzin, sindacalista, politico e giornalista italiano (Arcade, n. 1890 - Treviso, † 1925)
- Giuseppe Di Vittorio, sindacalista, politico e antifascista italiano (Cerignola, n. 1892 - Lecco, † 1957)
- Giuseppe Fanin, sindacalista italiano (San Giovanni in Persiceto, n. 1924 - San Giovanni in Persiceto, † 1948)
- Giuseppe Giulietti, sindacalista e politico italiano (Rimini, n. 1879 - Roma, † 1953)
- Giuseppe Landi, sindacalista e politico italiano (Castel San Niccolò, n. 1895 - Roma, † 1964)
- Giuseppe Malagodi, sindacalista italiano (Cento, n. 1894 - Gusen, † 1945)
- Giuseppe Parpagnoli, sindacalista e politico italiano (Roma, n. 1866 - † 1941)
- Giuseppe Pianezza, sindacalista e politico italiano (Vignole Borbera, n. 1892 - Genova, † 1964)
- Dante Racca, sindacalista italiano (Torino, n. 1865 - Torino, † 1919)
- Giuseppe Rossi, sindacalista e politico italiano (Firenze, n. 1904 - † 1948)
- Giuseppe Rumore, sindacalista italiano (Prizzi, n. 1894 - Prizzi, † 1919)
- Giuseppe Sacchi, sindacalista, politico e partigiano italiano (Robbiano di Mediglia, n. 1917 - Milano, † 2016)

## Sociologi(4)
- Giuseppe Bonazzi, sociologo italiano (Torino, n. 1932)
- Giuseppe De Lutiis, sociologo e storico italiano (Pescara, n. 1941 - Roma, † 2017)
- Giuseppe De Rita, sociologo italiano (Roma, n. 1932)
- Giuseppe Fiamingo, sociologo e politico italiano (Riposto, n. 1875 - Latina, † 1966)

## Sollevatori(6)
- Giuseppe Colantuono, ex sollevatore italiano (Torre del Greco, n. 1928)
- Giuseppe Conca, sollevatore italiano (Milano, n. 1904 - Lomas de Zamora, † 1972)
- Giuseppe Ficco, ex sollevatore italiano (Carbonara di Bari, n. 1974)
- Giuseppe Merlin, sollevatore italiano (Boara Pisani, n. 1891 - Milano, † 1967)
- Peppino Tanti, ex sollevatore italiano (Sennori, n. 1941)
- Giuseppe Tonani, sollevatore e tiratore di fune italiano (Lodi Vecchio, n. 1890 - Milano, † 1971)

## Sovrani(2)
- Giuseppe Bonaparte, re (Corte, n. 1768 - Firenze, † 1844)
- Giuseppe I del Portogallo, re portoghese (Lisbona, n. 1714 - Sintra, † 1777)

## Statistici(1)
- Giuseppe De Meo, statistico italiano (Roma, n. 1906 - Roma, † 1996)

## Stilisti(1)
- Giuseppe Zanotti, stilista italiano (San Mauro Pascoli, n. 1957)

## Storici dell'arte(6)
- Giuseppe Basile, storico dell'arte, critico d'arte e saggista italiano (Castelvetrano, n. 1942 - Roma, † 2013)
- Giuseppe Bellafiore, storico dell'arte e saggista italiano (Santa Ninfa, n. 1920 - Palermo, † 2012)
- Giuseppe Fiocco, storico dell'arte e critico d'arte italiano (Giacciano, n. 1884 - Padova, † 1971)
- Giuseppe Frazzetto, storico dell'arte e critico d'arte italiano (Catania, n. 1955)
- Giuseppe Mongeri, storico dell'arte, scrittore e critico d'arte italiano (Milano, n. 1812 - Milano, † 1888)
- Giuseppe Maria Pilo, storico dell'arte italiano (Mogliano Veneto, n. 1929 - Asiago, † 2020)

## Storici della filosofia(1)
- Giuseppe Cambiano, storico della filosofia italiano (Torino, n. 1941)

## Storici della letteratura(1)
- Giuseppe Farinelli, storico della letteratura e critico letterario italiano (Cadegliano Viconago, n. 1935 - Saronno, † 2021)

## Tennisti(1)
- Giuseppe Merlo, tennista italiano (Merano, n. 1927 - Milano, † 2019)

## Tenori(19)
- Giuseppe Anselmi, tenore italiano (Nicolosi, n. 1876 - Zoagli, † 1929)
- Giuseppe Armanini, tenore italiano (Milano, n. 1874 - Milano, † 1915)
- Giuseppe Bianchi, tenore e musicista italiano
- Giuseppe Borgatti, tenore italiano (Cento, n. 1871 - Reno di Leggiuno, † 1950)
- Giuseppe Campora, tenore italiano (Tortona, n. 1923 - Tortona, † 2004)
- Giuseppe Capponi, tenore italiano (Cantiano, n. 1832 - Loreto, † 1889)
- Giuseppe Cremonini Bianchi, tenore italiano (Cremona, n. 1866 - Cremona, † 1903)
- Giuseppe Di Stefano, tenore italiano (Motta Sant'Anastasia, n. 1921 - Santa Maria Hoè, † 2008)
- Giuseppe Fancelli, tenore italiano (Firenze, n. 1833 - Firenze, † 1887)
- Giuseppe Filianoti, tenore italiano (Reggio Calabria, n. 1974)
- Giuseppe Giacomini, tenore italiano (Veggiano, n. 1940 - Voltago Agordino, † 2021)
- Giuseppe Lugo, tenore e attore italiano (Sona, n. 1899 - Milano, † 1980)
- Giuseppe Nessi, tenore italiano (Bergamo, n. 1887 - † 1961)
- Giuseppe Oppezzo, tenore italiano (Stroppiana, n. 1875 - Messico)
- Giuseppe Sabbatini, tenore italiano (Roma, n. 1957)
- Giuseppe Siboni, tenore e direttore di coro italiano (Forlì, n. 1780 - Copenaghen, † 1839)
- Giuseppe Tomaselli, tenore e attore teatrale italiano (Rovereto, n. 1758 - Würzburg, † 1836)
- Giuseppe Vendittelli, tenore italiano (San Vittore del Lazio, n. 1942)
- Giuseppe Viganoni, tenore italiano (Almenno, n. 1754 - Bergamo, † 1822)

## Teologi(6)
- Giuseppe Ballo, teologo e letterato italiano (Palermo, n. 1567 - Padova, † 1640)
- Giuseppe Barzaghi, teologo italiano (Monza, n. 1958)
- Giuseppe Caiola, teologo e gesuita italiano (San Fratello, n. 1633 - Palermo, † 1701)
- Giuseppe Onorio Marzuttini, teologo italiano (Premariacco, n. 1802 - Padova, † 1849)
- Giuseppe Maria Roberti, teologo italiano (Conflenti, n. 1869 - Roma, † 1936)
- Giuseppe Zola, teologo, storico e bibliotecario italiano (Concesio, n. 1739 - Concesio, † 1806)

## Terroristi(3)
- Giuseppe Dimitri, terrorista e politico italiano (Roma, n. 1956 - Roma, † 2006)
- Valerio Fioravanti, terrorista italiano (Rovereto, n. 1958)
- Giuseppe Memeo, ex terrorista italiano (Palazzo San Gervasio, n. 1958)

## Tipografi(4)
- Giuseppe Antonelli, tipografo e editore italiano (Venezia, n. 1793 - † 1861)
- Giuseppe Comino, tipografo e editore italiano (Cittadella - Padova, † 1762)
- Giuseppe Pennaroli, tipografo e editore italiano (Fiorenzuola d'Arda, n. 1840 - Fiorenzuola d'Arda, † 1899)
- Giuseppe Pomba, tipografo e editore italiano (Torino, n. 1795 - Torino, † 1876)

## Tiratori a segno(3)
- Giuseppe De Chirico, tiratore a segno italiano (Ponza, n. 1934 - Merano, † 2019)
- Giuseppe Giordano, tiratore a segno italiano (Napoli, n. 1974)
- Giuseppe Rivabella, tiratore a segno italiano (Fubine Monferrato - Capri, † 1919)

## Traduttori(3)
- Giuseppe Guglielmi, traduttore, poeta e bibliotecario italiano (Bari, n. 1923 - Bologna, † 1995)
- Giuseppe Pallavicini Caffarelli, traduttore e scrittore italiano (Sessame, n. 1943)
- Giuseppe Setaro, traduttore, musicista e cantante italiano (Muro Lucano, n. 1934 - Bergamo, † 2014)

## Triplisti(1)
- Giuseppe Gentile, ex triplista e lunghista italiano (Roma, n. 1943)

## Truccatori(1)
- Giuseppe Annunziata, truccatore italiano (Sarno)

## Umanisti(1)
- Giuseppe Betussi, umanista italiano (Bassano del Grappa - Venezia)

## Urbanisti(3)
- Giuseppe Bove, urbanista e architetto russo (San Pietroburgo, n. 1784 - Mosca, † 1834)
- Giuseppe Campos Venuti, urbanista e politico italiano (Roma, n. 1926 - Roma, † 2019)
- Giuseppe Dato, urbanista e saggista italiano (Linguaglossa, n. 1943 - Catania, † 2010)

## Velisti(1)
- Giuseppe Angilella, velista italiano (Palermo, n. 1984)

## Velocisti(3)
- Giuseppe Bommarito, ex velocista italiano (Terrasini, n. 1933)
- Giuseppe Castelli, velocista italiano (Frugarolo, n. 1907 - Milano, † 1941)
- Giuseppe Leonardi, velocista italiano (Catania, n. 1996)

## Vescovi(2)
- Giuseppe, vescovo italiano († 887)
- Giuseppe di Verona, vescovo italiano († 764)

## Vescovi cristiani orientali(2)
- Giuseppe, vescovo cristiano orientale siro († 570)
- Giuseppe II di Alessandria, vescovo cristiano orientale egiziano (Sohag, n. 1875 - Il Cairo, † 1956)

## Vescovi ortodossi(1)
- Giuseppe II di Gerusalemme, vescovo ortodosso bizantino (Il Cairo)

## Veterinari(3)
- Giuseppe Borrelli, veterinario italiano (Casoli, n. 1893 - Lanciano, † 1961)
- Giuseppe Gentile, veterinario italiano (Casoli, n. 1927 - Bologna, † 2000)
- Giuseppe Orus, veterinario italiano (Parma, n. 1751 - Padova, † 1792)

## Vetrai(1)
- Giuseppe Lorenzo Briati, vetraio italiano (Murano, n. 1686 - Venezia, † 1772)

## Violinisti(6)
- Giuseppe Anepeta, violinista, pianista e compositore italiano (Napoli, n. 1900 - Roma, † 1963)
- Giuseppe Del Majno, violinista italiano (Piacenza, n. 1801 - Parma, † 1883)
- Giuseppe Savini, violinista italiano (Cannara, n. 1883 - Parigi, † 1950)
- Giuseppe Tartini, violinista e compositore italiano (Pirano, n. 1692 - Padova, † 1770)
- Giuseppe Torelli, violinista e compositore italiano (Verona, n. 1658 - Bologna, † 1709)
- Giuseppe Vannicola, violinista, traduttore e scrittore italiano (Montegiorgio, n. 1876 - Capri, † 1915)

## Violoncellisti(5)
- Giuseppe Calegari, violoncellista e compositore italiano (Padova - Padova, † 1812)
- Giuseppe Del Campo, violoncellista e direttore d'orchestra italiano (Cortile San Martino, n. 1890 - Milano, † 1950)
- Giuseppe Maria Jacchini, violoncellista e compositore italiano (Bologna, n. 1667 - Bologna, † 1727)
- Giuseppe Magrini, violoncellista e compositore italiano (Milano, n. 1857 - Monza, † 1926)
- Giuseppe Selmi, violoncellista e compositore italiano (Modena, n. 1912 - Roma, † 1987)

## Zoologi(4)
- Giuseppe Lepri, zoologo italiano (Roma, n. 1870 - Roma, † 1952)
- Giuseppe Ramazzotti, zoologo italiano (Milano, n. 1898 - Milano, † 1986)
- Giuseppe Scortecci, zoologo, esploratore e docente italiano (Firenze, n. 1898 - Milano, † 1973)
- Giuseppe Zirpolo, zoologo italiano (Napoli, n. 1887 - Napoli, † 1943)

## Senza attività specificata(27)
- Giuseppe Aonzo, comandante marittimo e militare italiano (Savona, n. 1887 - Savona, † 1954)
- Giuseppe Appiani, cantante castrato italiano (Milano, n. 1712 - Bologna, † 1742)
- Giuseppe Belli, cantante castrato italiano (Cortona, n. 1732 - Napoli, † 1760)
- Giuseppe Maria Brignole Sale, marchese italiano (Genova, n. 1703 - Genova, † 1769)
- Giuseppe Carbone, ex ballerino, coreografo e direttore artistico italiano (Messina, n. 1939)
- Giuseppe Console, italiano (Novara, n. 1930 - Novara, † 2014)
- Giuseppe Cossiga, ex politico italiano (Sassari, n. 1963)
- Giuseppe Di Lavore, italiano (Enna, n. 1955 - Palermo, † 1982)
- Giuseppe Di Matteo, italiano (Palermo, n. 1981 - San Giuseppe Jato, † 1996)
- Giuseppe Fiando, burattinaio italiano (Torino - Milano)
- Giuseppe Gargani, ex politico italiano (Morra De Sanctis, n. 1935)
- Giuseppe di Sassonia-Altenburg, duca (Hildburghausen, n. 1789 - Altenburg, † 1868)
- Giuseppe d'Arimatea (Arimatea)
- Giuseppe Inzerillo, italiano (Palermo, n. 1964 - scomparso a Palermo il, † 1981)
- Giuseppe Jozzi, cantante castrato, clavicembalista e compositore italiano (Roma - Roma, † 1784)
- Giuseppe Letizia, italiano (Corleone, n. 1935 - Corleone, † 1948)
- Giuseppe Lisio, italianista italiano (Lanciano, n. 1870 - Milano, † 1912)
- Giuseppe Manfredini, cantante castrato e compositore italiano (Pistoia)
- Giuseppe Montanucci, grafico e gallerista italiano (Orvieto, n. 1922 - Roma, † 2000)
- Giuseppe Pepe, ex tiratore a volo italiano (Roma, n. 1949)
- Giuseppe Pisanu, ex politico italiano (Ittiri, n. 1937)
- Giuseppe Rubini, italianista italiano (Dervio, n. 1793 - Milano, † 1864)
- Giuseppe Santarelli, cantante castrato, compositore e direttore di coro italiano (Forlì, n. 1710 - Roma, † 1790)
- Giuseppe Scopelliti, ex politico italiano (Reggio Calabria, n. 1966)
- Serafino, italiano (Milano, n. 1946 - Palermo, † 1980)
- Giuseppe Silvestri, mandolinista e compositore italiano (Alife, n. 1841 - Napoli, † 1921)
- Giuseppe Trevisani, grafico, giornalista e traduttore italiano (Napoli, n. 1924 - Milano, † 1973)